# Catedral de Dijon
La catedral [de] San Benigno de Dijon (en francés: cathédrale Saint-Bénigne de Dijon) es una iglesia orientada E-O del siglo XIII de Francia, de estilo gótico, situada en el centro salvaguardado de Dijon. El edificio está dedicada a san Benigno de Dijon (mártir cristiano del siglo II). Siendo en su origen la abadía de San Benigno de Dijon (siglo VI), fue construida y reconstruida varias veces hasta convertirse tardíamente en catedral a finales de 1792, sucediendo a la iglesia de Saint-Étienne de Dijon, que había recibido el primer asiento de la diócesis de Dijon, creada en 1731.
La iglesia fue objeto de una clasificación al título de monumento histórico de Francia, parte de la segunda lista de monumentos históricos del país —la lista de monumentos históricos de 1862. La cripta ya había sido clasificada como monumento histórico en 1846.
Desde 2015 la iglesia está incluida en el ámbito del conjunto de «Pagos de viñedos de Borgoña – Dijon» (n.º ref. 1425-002). declarado como Patrimonio de la Humanidad por la Unesco.
Como en todos los monumentos religiosos franceses, la fachada occidental es la más adornada con un porche adelantado y dos torres a cada lado, aunque dada la economía presidió la construcción es austera y su belleza no se encuentra en la decoración escultórica, sino en la pureza de sus líneas limpias. La sucesión regular de arbotantes, la desnudez de sus paramentos lisos, apenas decorados aquí y allá con torretas, da una cierta monotonía al conjunto. En 1896 se le añadió una sofisticada flecha central sobre el crucero, que con su 93 m de altura hacen de la catedral el edificio más alto de Dijon y una de las quince iglesias más altas del país.

## Historia

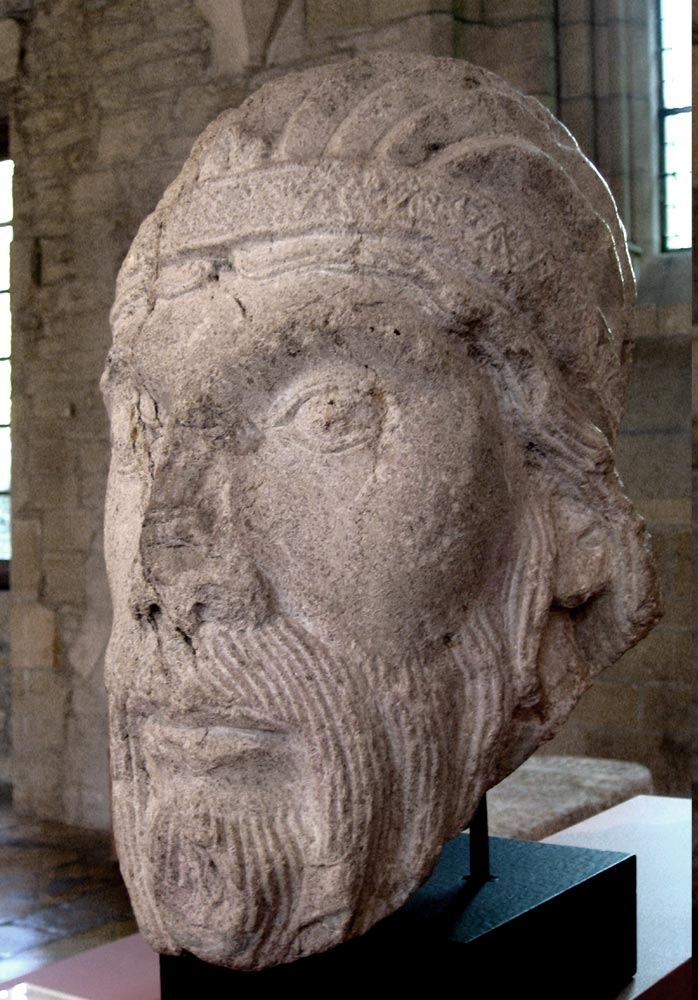
Cabeza de San Benigno, fragmento, que probablemente estuviera en el parteluz de la iglesia del año 1000. Museo arqueológico de Dijon.

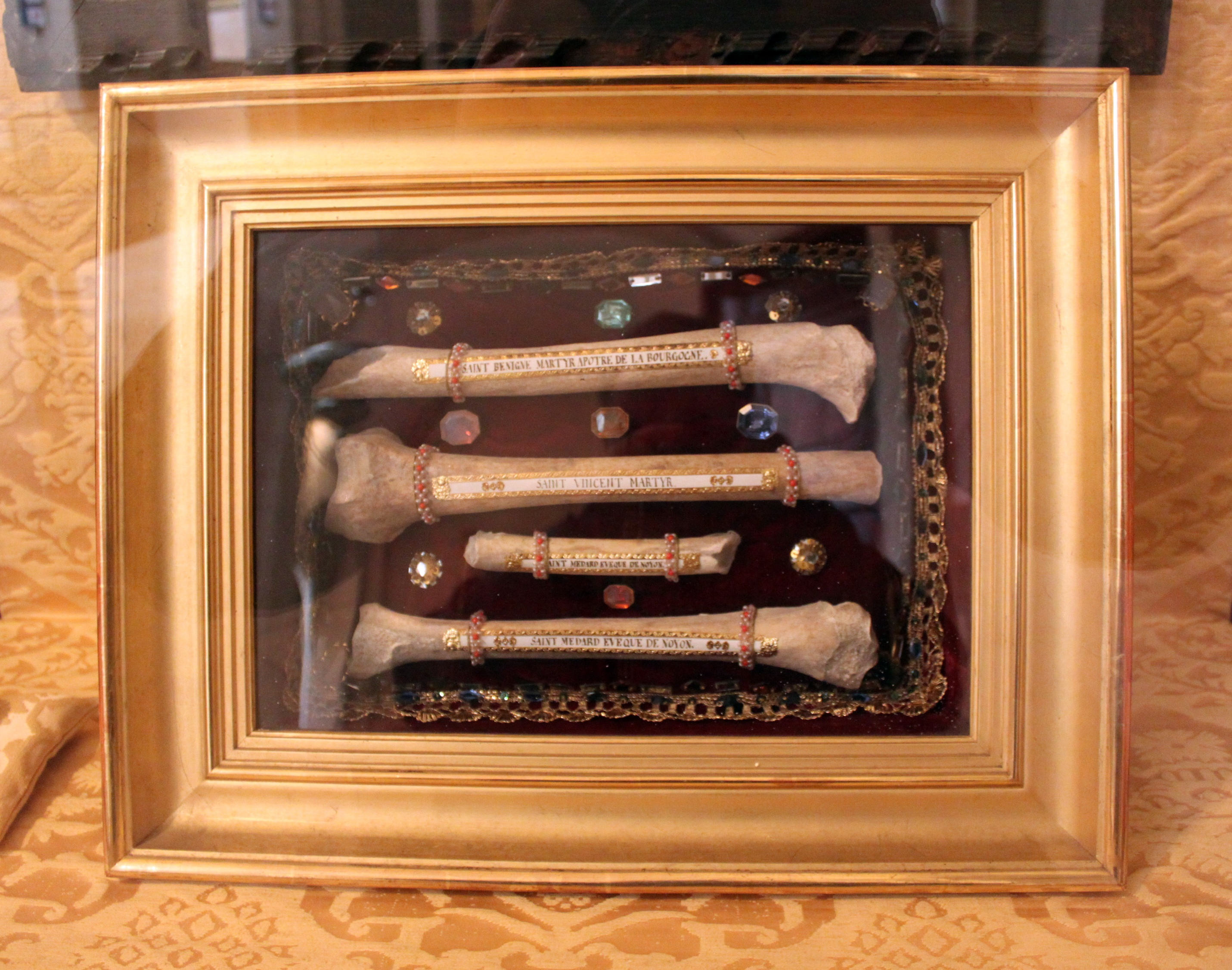
Reliquias del Santo en el museo de Arte Sacro de Dijon.

En 511, durante el reinado del rey merovingio Clodoveo I, el obispo san Gregorio de Langres construyó la cripta para depositar en ella el sarcófago de san Benigno de Dijon (mártir cristiano del siglo II). En el año 535, se construyó sobre la cripta una basílica dedicada a san Benigno. El historiador Vauchez describe el contexto del desarrollo del culto de Benigno:

Gregorio de Tours cuenta que en la Galia, a principios del siglo VI, el obispo de Langres hizo abrir un hermoso sarcófago antiguo donde descansaban los restos de un personaje desconocido al que el pueblo de Dijon manifestaba una gran veneración. El prelado decidió que eran las reliquias de san Benigno, mártir de origen griego, del que no sabemos gran cosa pero que una Vie [Vida], escrita algunos años más tarde, oportunamente subrayaba que había jugado un papel importante en la evangelización de la Borgoña. Fue encima de esta tumba, donde se producirian numerosos milagros, que va a desarrollarse en la época carolingia, la gran abadía de San Benigno, que fue reformada en el siglo XI por Guillermo de Volpiano. En última instancia, parece que estas «invenciones» de reliquias, que fueron frecuentes en toda la Edad Media, a menudo correspondieron a los intentos de la jerarquía eclesiástica para retomar la devoción popular y orientarla hacia figuras ortodoxas, aunque no siempre auténticas.
Du culte des reliques à celui du Précieux Sang, André Vauchez

En 871, Isaac, obispo de Langres, fundó la abadía de San Benigno de Dijon regida por la regla de San Benito teniendo como abacial la iglesia de San Benigno de Dijon. La capilla de Santa María (chapelle Sainte-Marie) tiene todavía rastros visibles de la campaña de restauración dirigida por el obispo de Langres Isaac en 871. La capilla terminal de la iglesia subterránea está atestiguada desde 938. Tiene una sala casi cuadrada (4,70 m x 4,25 m x 3,70 m de altura) abovedada de cañón. Tres tramos yuxtapuestos se abren en el eje de la pieza; los tramos actuales fueron restaurados en 1890. La capilla está sin decoración. En la pared norte, en el siglo XIX se incorporaron antiguas piedras con entrelazados carolingios, así como la lápida en el muro sur,  la losa del monje Turpericus, de la época merovingia. La basílica restaurada por Isaac a finales del siglo X estaba en un estado casi ruinoso.

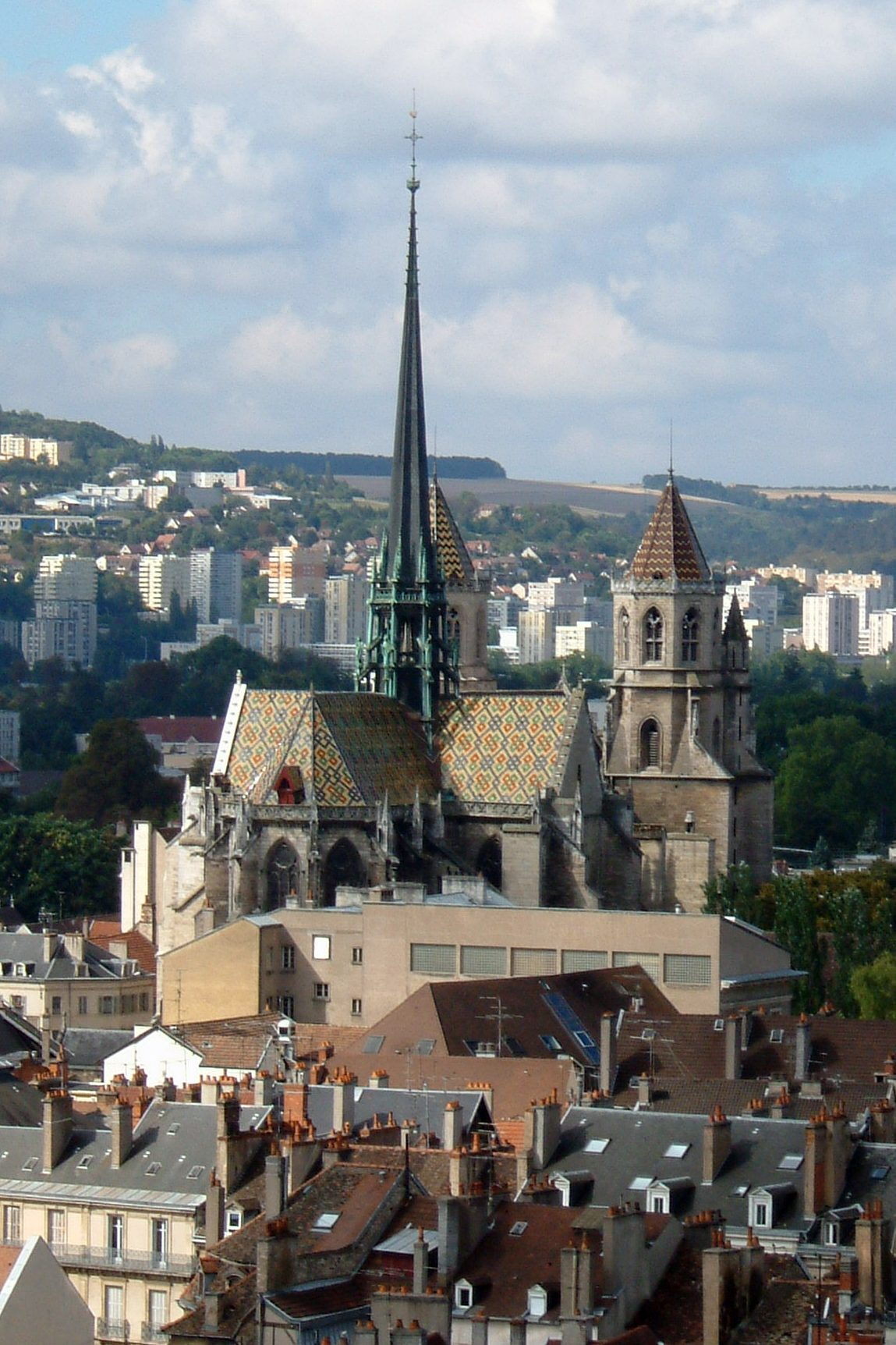
Vista de conjunto

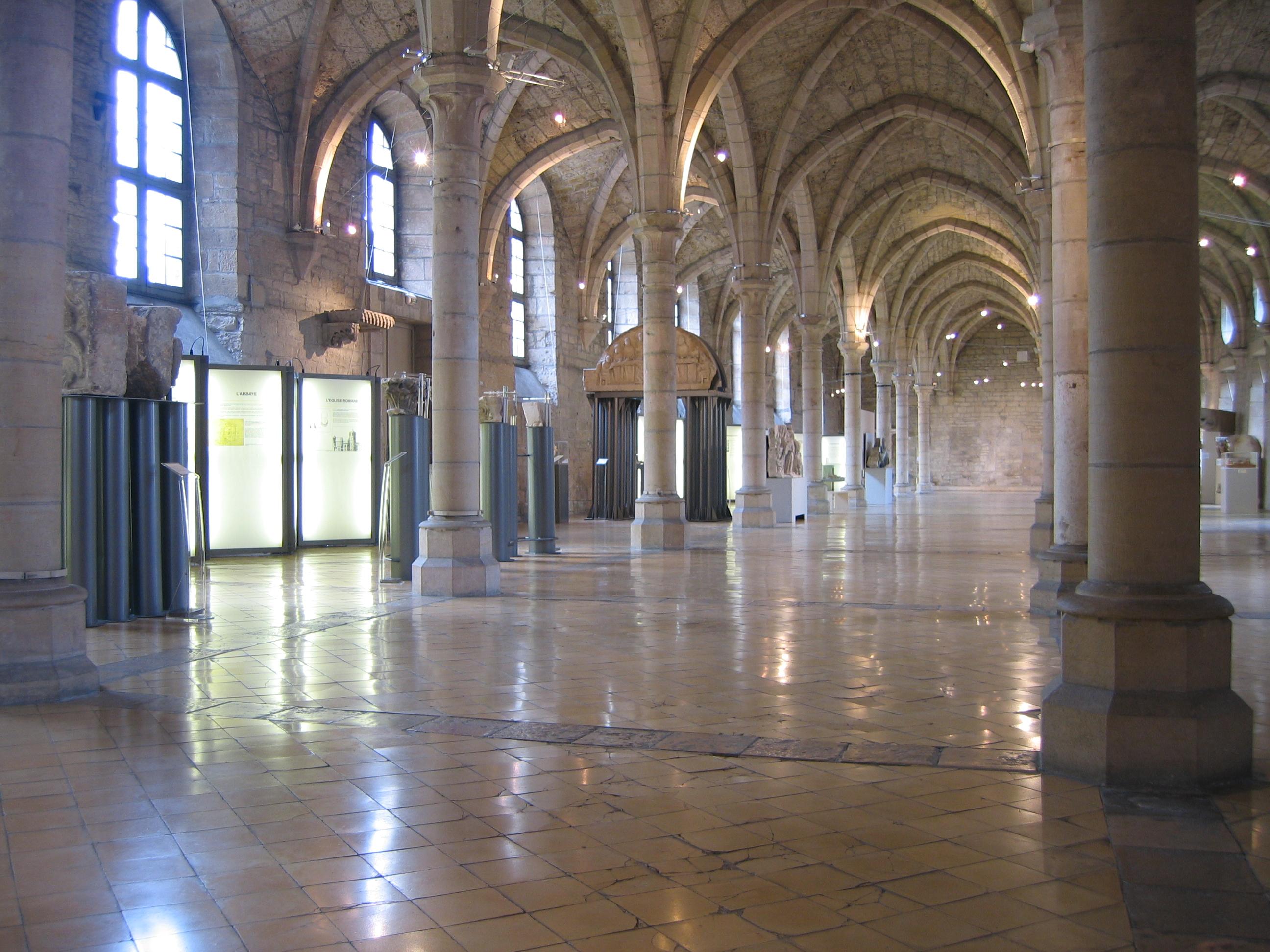
Dormitorio de los monjes en la antigua abadía benedictina

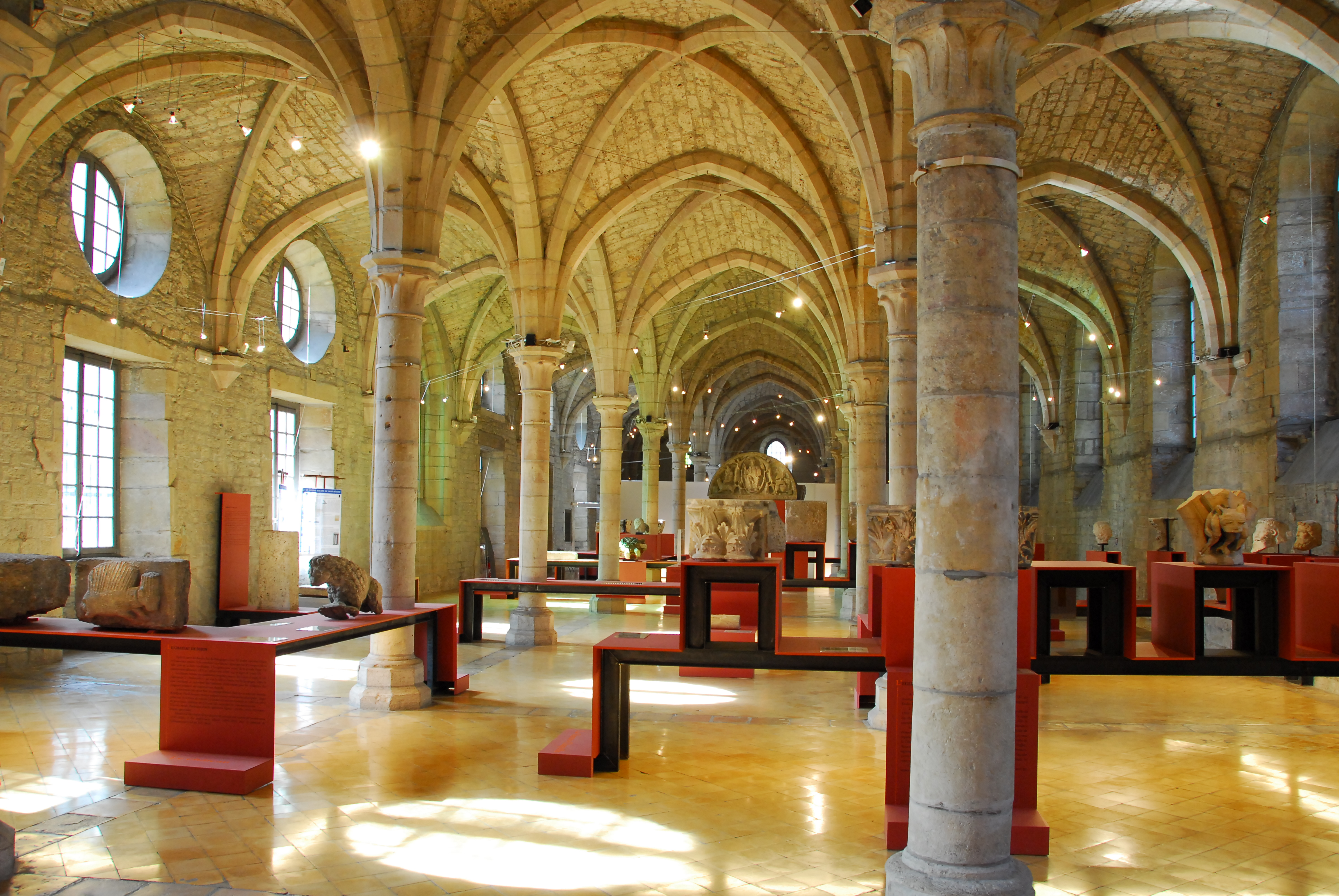
Sala principal del museo, también en las dependencias de la antigua abadía benedictina

El obispo de Langres Brunon de Roucy estableció en 989 la Orden de Cluny en la abadía de San Benigno. A petición suya, Mayeul, cuarto abad de Cluny, destinó allí «monjes de élite», que llegaron a Dijon el  24 de noviembre del 989. En 990, Guillaume de Volpiano (962-1031), procedente de Cluny, fue nombrado abad. Los edificios estaban en peligro y amenazaban ruina. El  14 de febrero del 1002, se colocó la primera piedra de los nuevos edificios. Guillaume mismo dirigió a los trabajadores llegados de Italia. Se trataba de construir tres santuarios, sobre el emplazamiento de las construcciones del siglo IX, compuestos de una iglesia subterránea, del refugio de la tumba de san Benigno, de una iglesia a nivel del suelo para el culto, de una rotonda en la cabecera de las dos iglesias de tres pisos. Estas tres construcciones cubrían una longitud de cien metros y una anchura de veinticinco metros. La planta baja de la rotonda (la cripta de la catedral) es la única reliquia existente de este conjunto. La consagración tuvo lugar el  30 de octubre del 1016. La rotonda al este lo será el 13 de mayo del 1018.
La ciudad de Dijon, y con ella iglesia de San Benigno, sufrieron un incendio en 1137 por lo que se tuvo que restaurar y la iglesia fue consagrada nuevamente por Eugenio III, en 1147. En el año 1271 se hundió la torre central que remataba el edificio, dañando la nave y obligando a su reconstrucción. Siendo ya una obra románica ya envejecida, se decidió edificar una nueva iglesia gótica. En 1280 se colocó la primera piedra y en 1287 se bendijo la cabecera, aunque pero el grueso de la obra continuó durante casi todo el siglo XIV, siendo consagrada en 1393.  (Ver abadía San Benigno de Dijon). La vieja cripta pasó a ser la planta inferior de la rotonda, que será destruida en 1792.
El 31 de julio de 1479, la iglesia fue testigo de como el rey Luis XI de Francia confirmaba su protección real para la ciudad de Dijon.
En 1525 la abadía adoptó el régimen de encomienda, y en el siglo XVII ya hubo un intento de secularización para convertir la abadía en sede episcopal. En 1641 la casa adoptó la reforma de la congregación de San Mauro, y los mauristas se encargaron de restaurar las dependencias monásticas. El monasterio fue suprimido y los monjes expulsados en 1791, además del expolio material de edificios y mobiliario. El mismo año la iglesia tomó funciones parroquiales de manera temporal, hasta su supresión y posterior recuperación (1795) después aún se convirtió en catedral en detrimento de la iglesia de Saint-Étienne, de manera oficial desde el 1801. Actualmente mantiene esta función. Durante el siglo XIX se excavó y restauró el nivel inferior de la rotonda, que había sido derribada, ahora es la cripta donde se conservan todavía los restos de la tumba de san Benigno.
El 23 de diciembre de 1951, el vicario de la catedral de San Benigno, Jacques Nourissat, de acuerdo con el obispo, hizo quemar la efigie de Papá Noel en el parvis (frente) de la catedral para protestar contra la deriva comercial y pagana de la fiesta religiosa. El evento causó mucho alboroto en la ciudad y en la prensa nacional. En marzo de 1952 Claude Levi-Strauss lo comentó en el texto titulado  Le Père Noël supplicié  [Papa Noel torturado] que apareció en la revista Les Temps modernes.

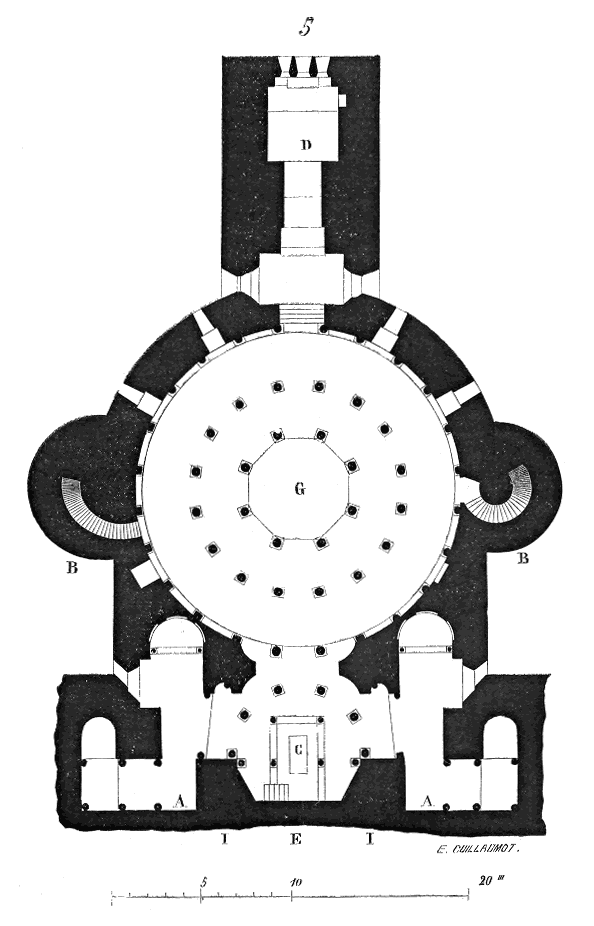
Planta de la cripta, según Eugène Viollet-le-Duc
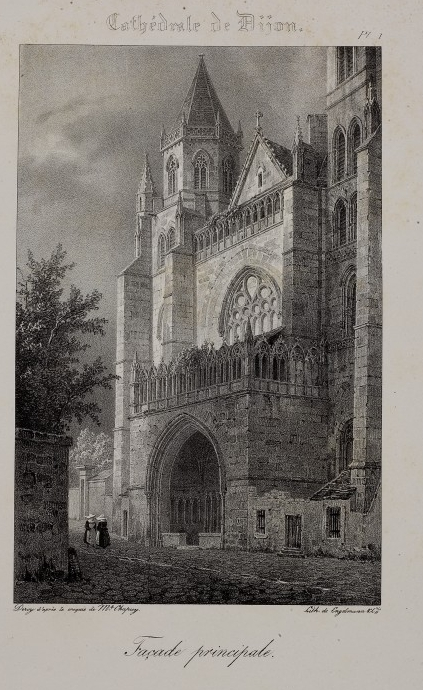
Fachada principal en 1829
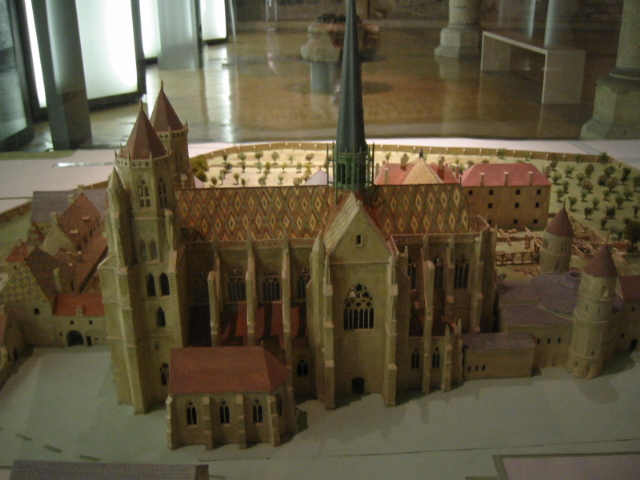
Maqueta de la reconstrucción de la abadía  (ca. siglo IX)

## Descripción del edificio

### Interior

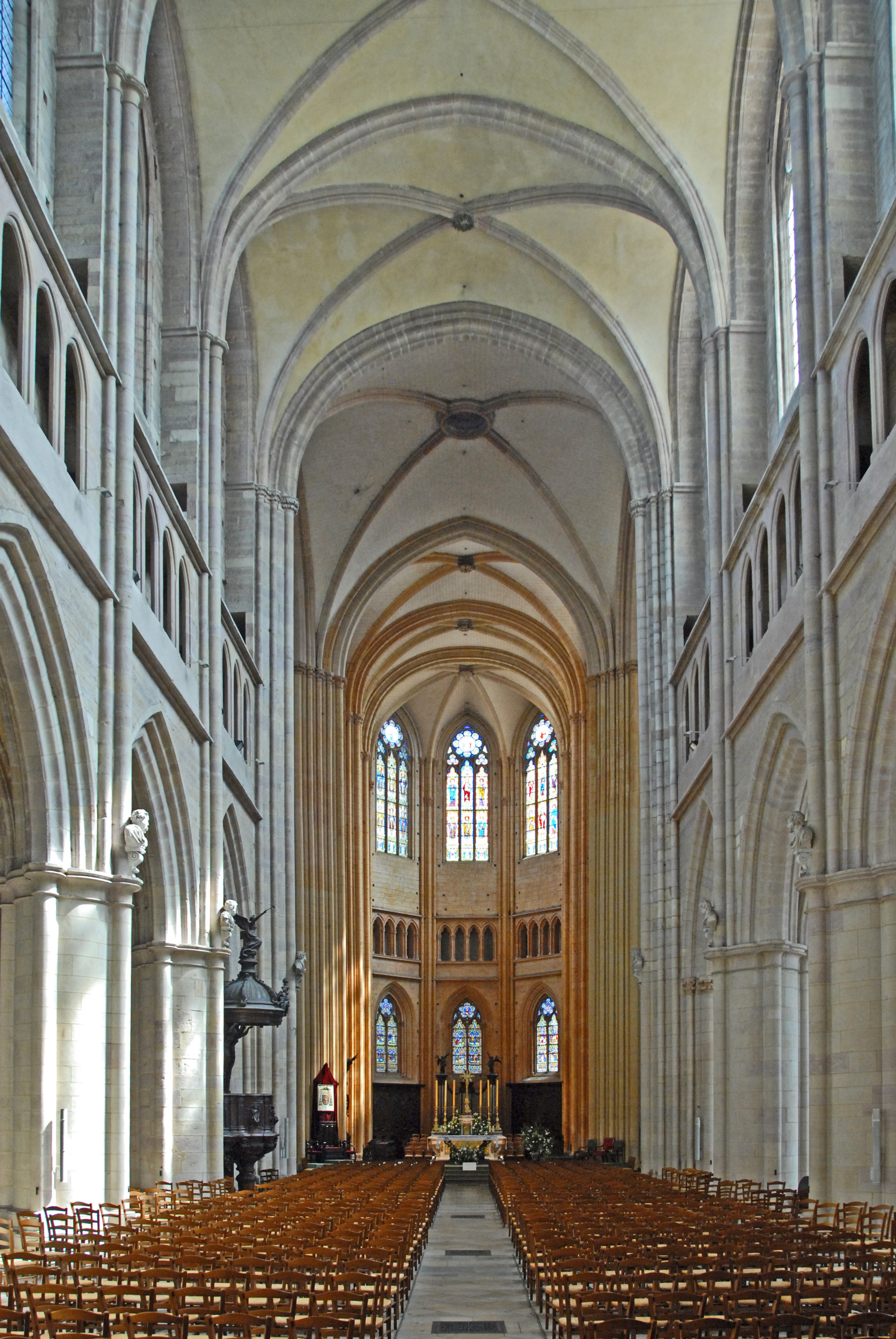
Vista interior de la nave central

Orientada de este a oeste, la iglesia está dividida en tres naves: una nave central de 5 crujías rectangulares y dos laterales de diferente altura y 5 tramos cuadrados. El transepto no sobresale de las naves laterales y tiene una altura igual a la de la nave central. El coro, poligonal, está flanqueado por dos absidiolos de una planta similar aunque reducida a la del coro. Dos tramos rectos desiguales (cuadrados y barlongo) unen el coro y el transepto. Hay tramos de la misma planta antes de cada absidiolo. La construcción se prolonga hacia el oeste con un pórtico, cerrado en dos de sus lados. Está flanqueado por dos torres de planta cuadrada en la base y octogonales en la parte superior.
La iglesia está totalmente abovedada. Las bóvedas se sustentan en ogivas, fajones y formeros. La disposición de estos arcos es siempre en tercio de punto. Los arcos son equiláteros en la nave:  aumentando la abertura de los arcos, se disminuye el número de pilares, lo que representaba una cierta economía (se debe recordar los escasos recursos del monasterio durante la construcción de la nave). Las bóvedas de las naves laterales están soportadas asimismo por fajones, ojivas y formeros cuyos soportes consisten en tres columnillas embebidas en un macizo cuadrado.
La nave tiene una altura de 27,50 m desde el suelo a la clave. Las bóvedas, cuatripartitas, tiene un esqueleto de ogivas, fajones y formeros. Los fajones y las ojivas descansan únicamente en los pilares a través de un haz de tres columnillas. Hay un triforio constituido por huecos de cuatro arcos —que corresponden con las cuatro lancetas de las ventanas altas— cuya pared de fondo es ciega, por encima del cual corre una galería alta. El muro de esta galería está perforado por una ventana dividida en dos por un parteluz central. Tres oculos. El conjunto es austero, pero destaca por la pureza de las líneas.

Interiores de la catedral
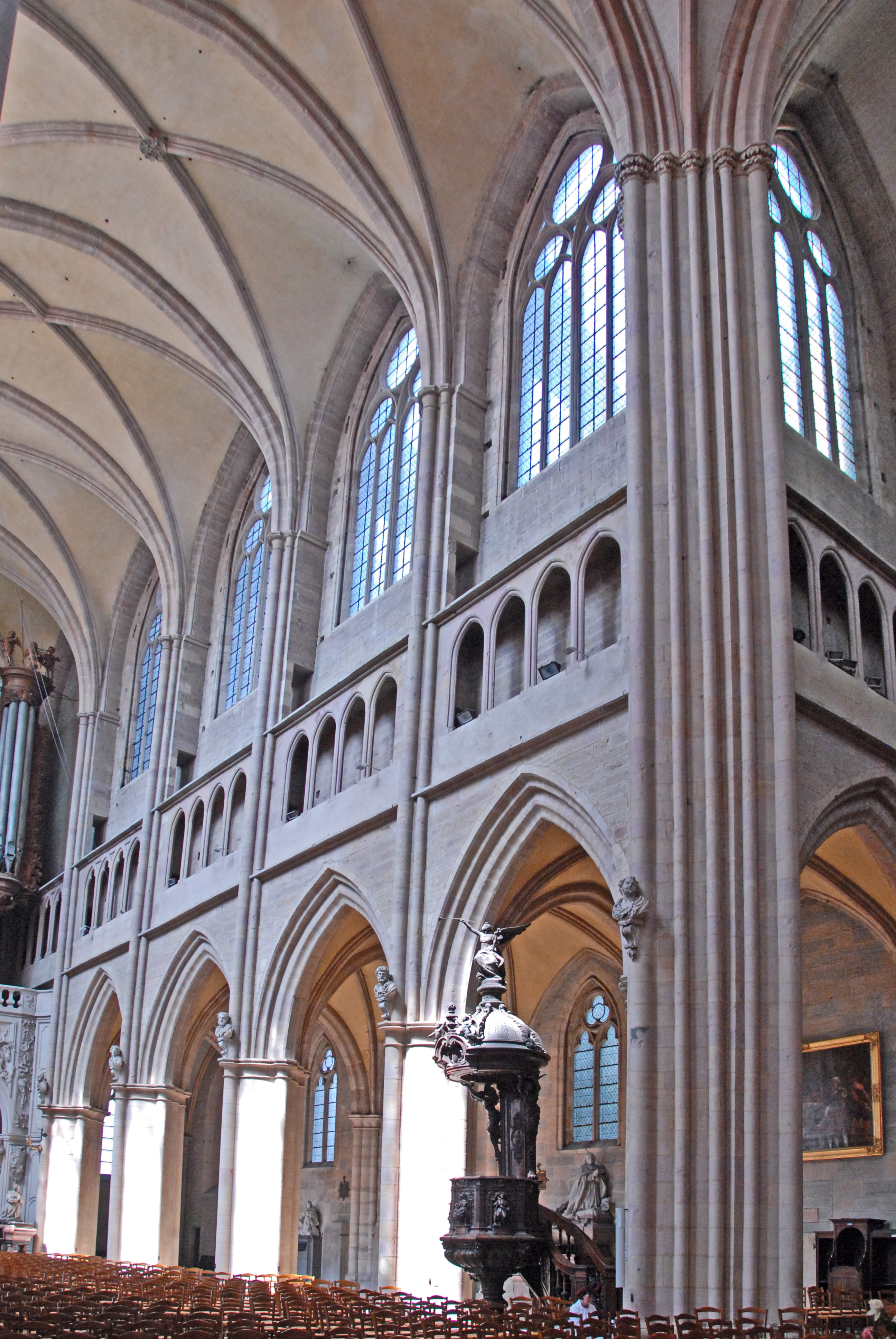
Vista interior de la catedral
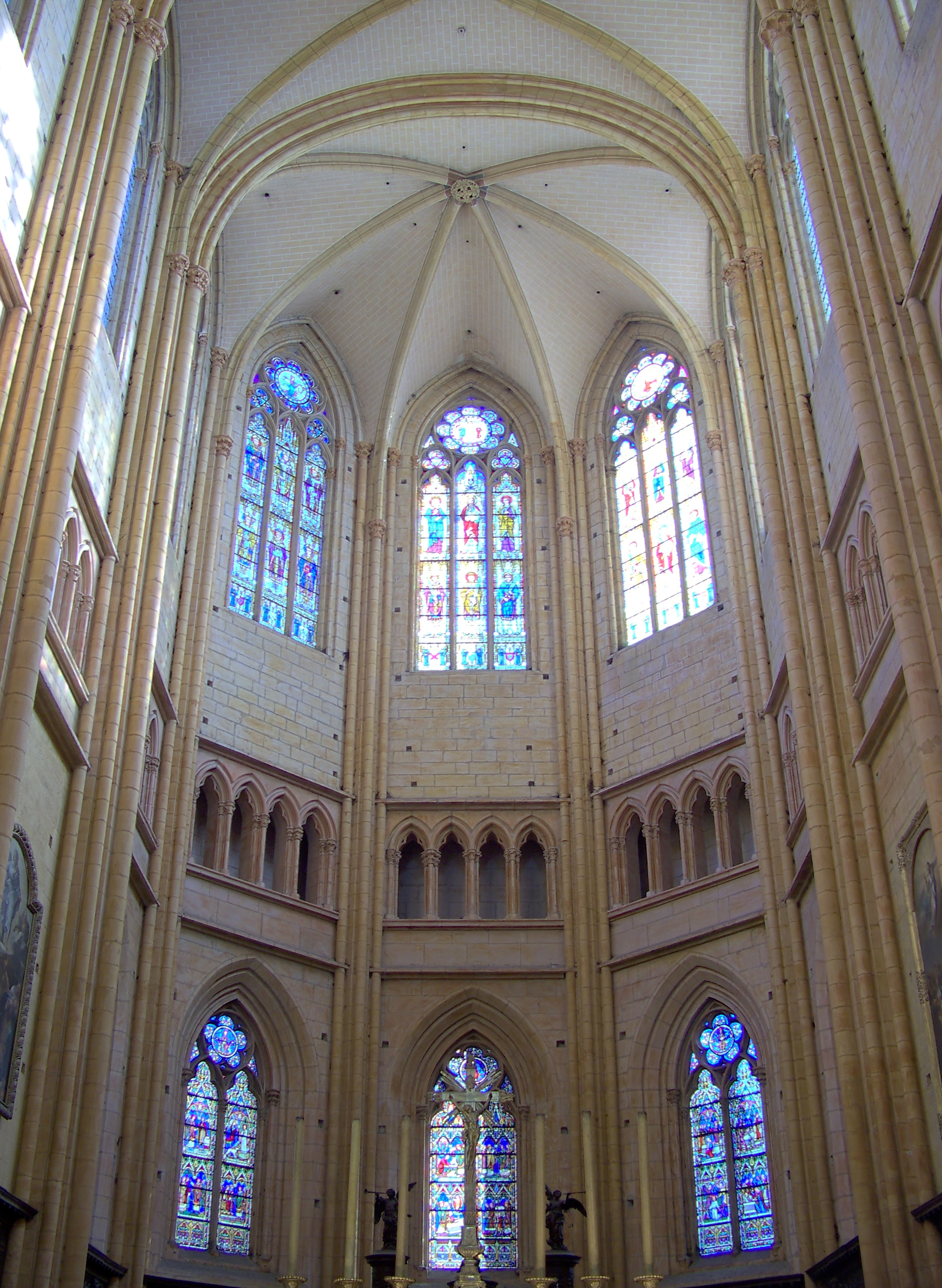
Bóvedas del coro
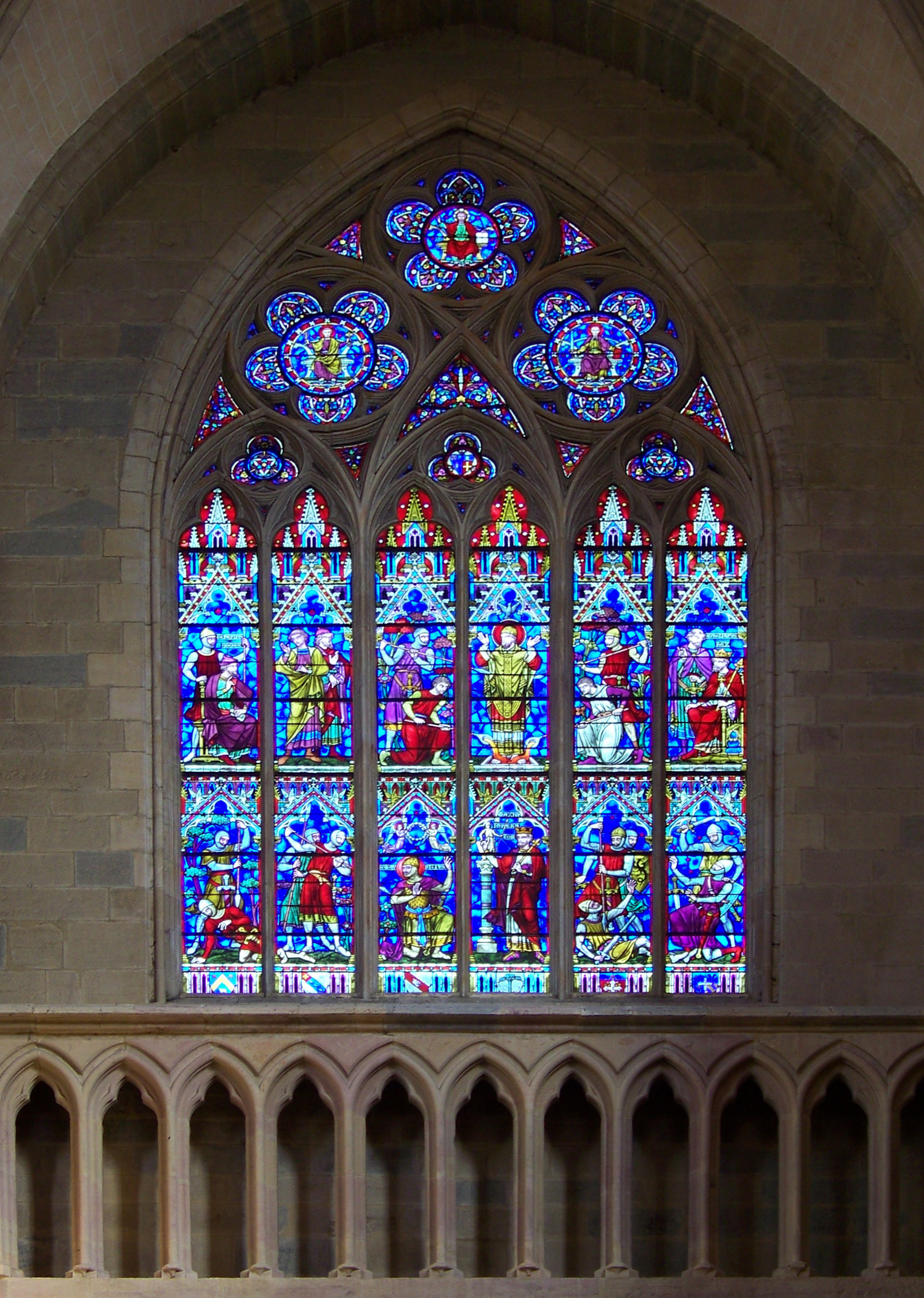
Vitral transepto norte
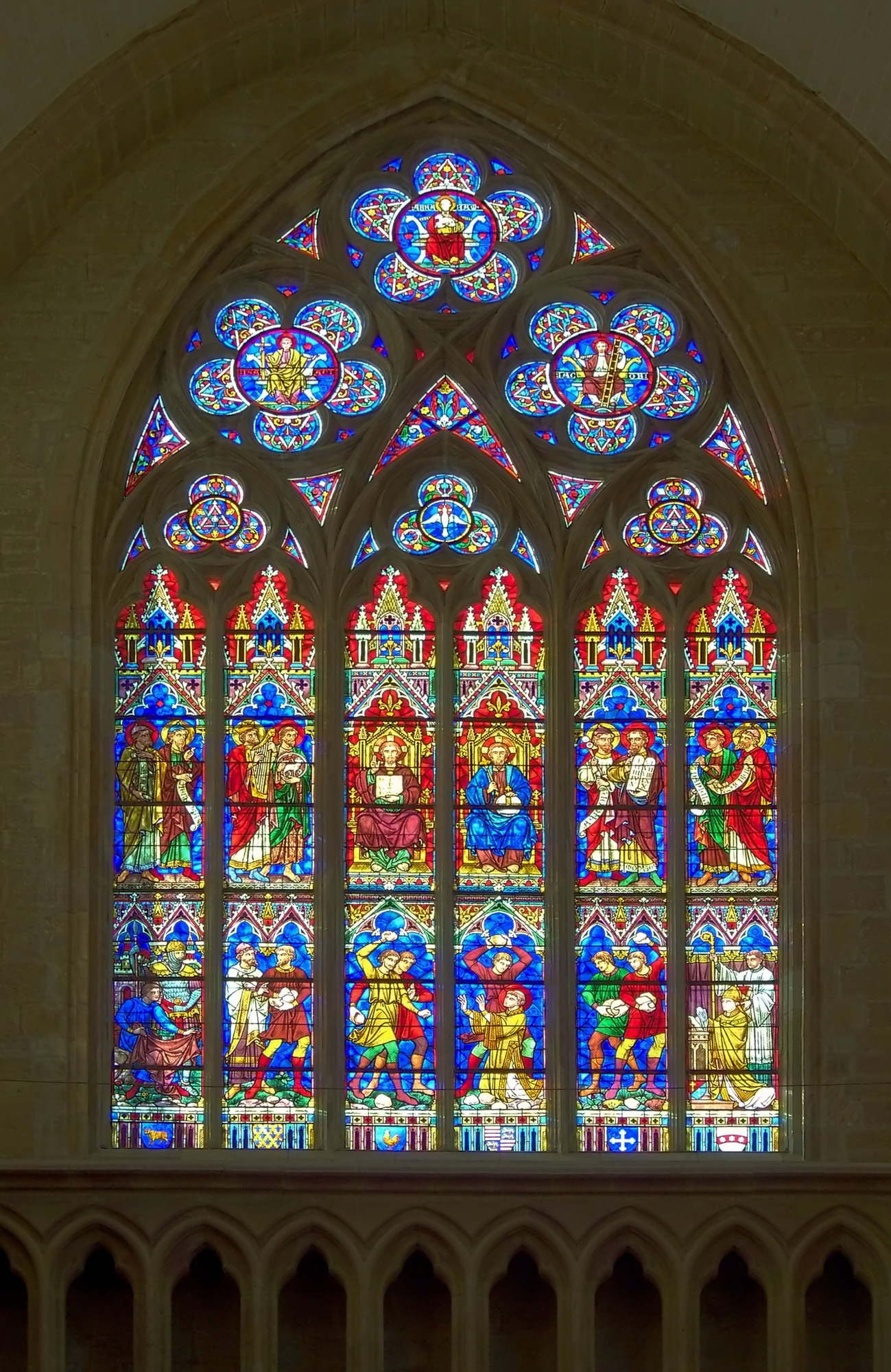
Vitral transepto sur

### Exterior de la iglesia

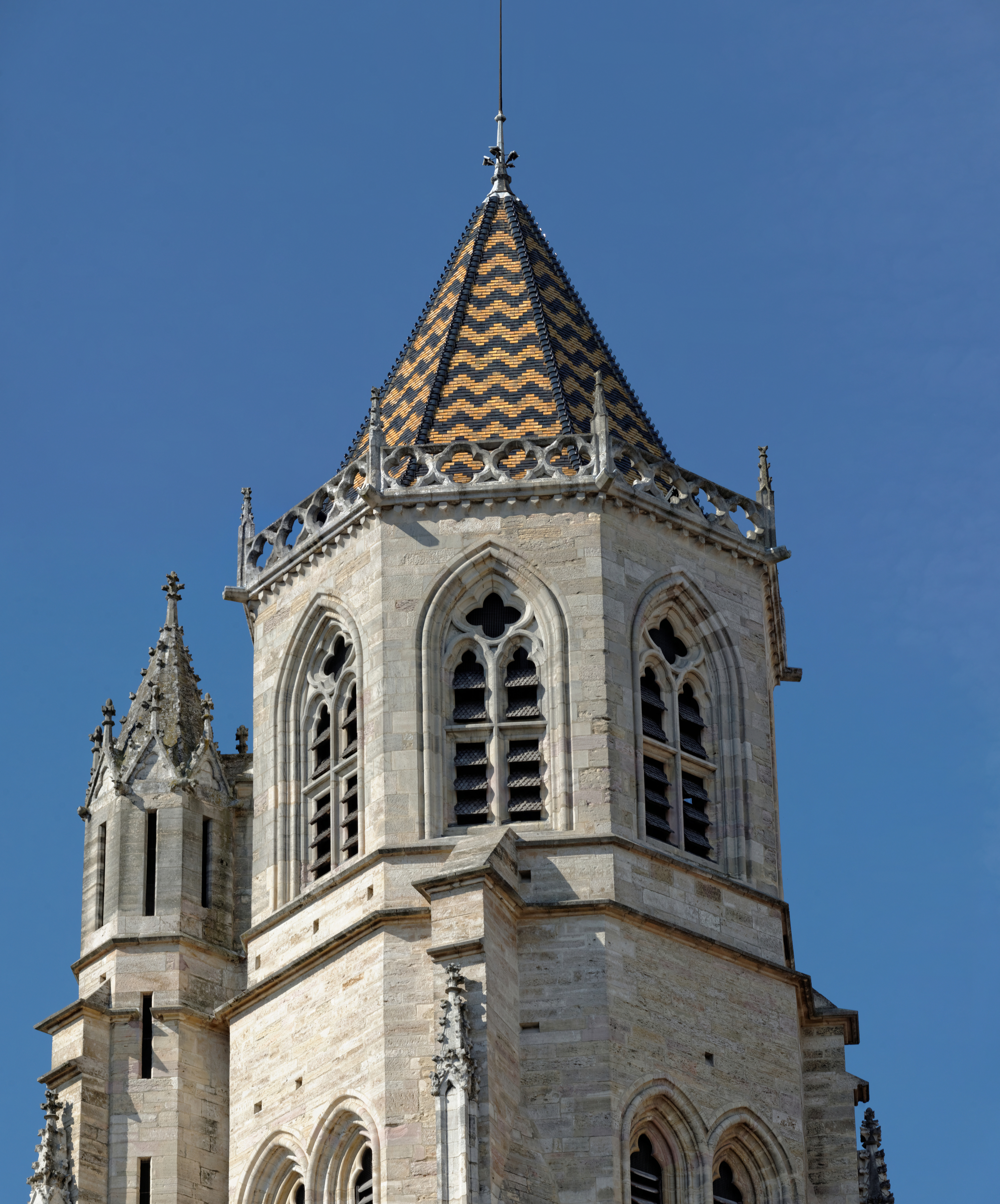
Detalle de la torre

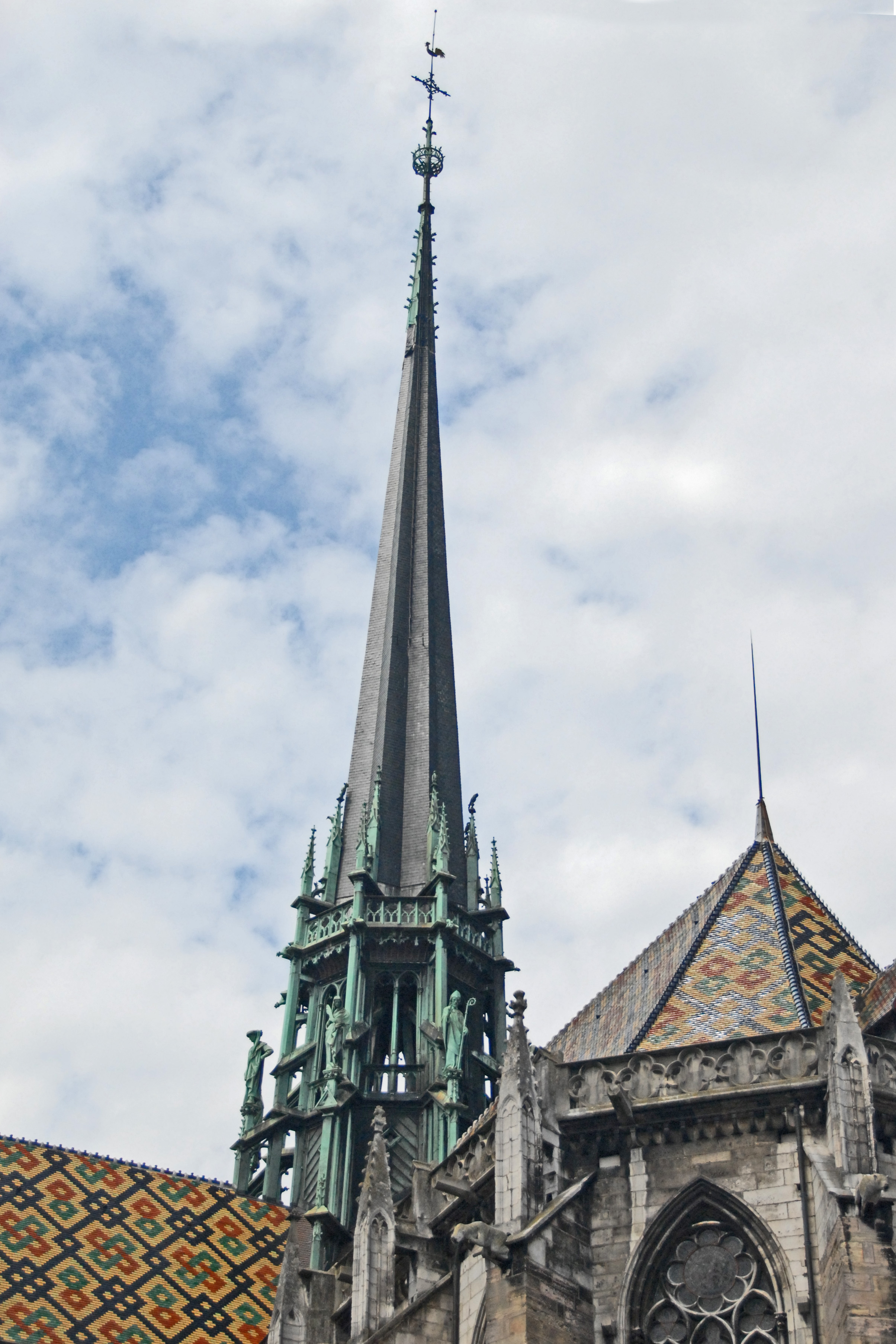
La aguja

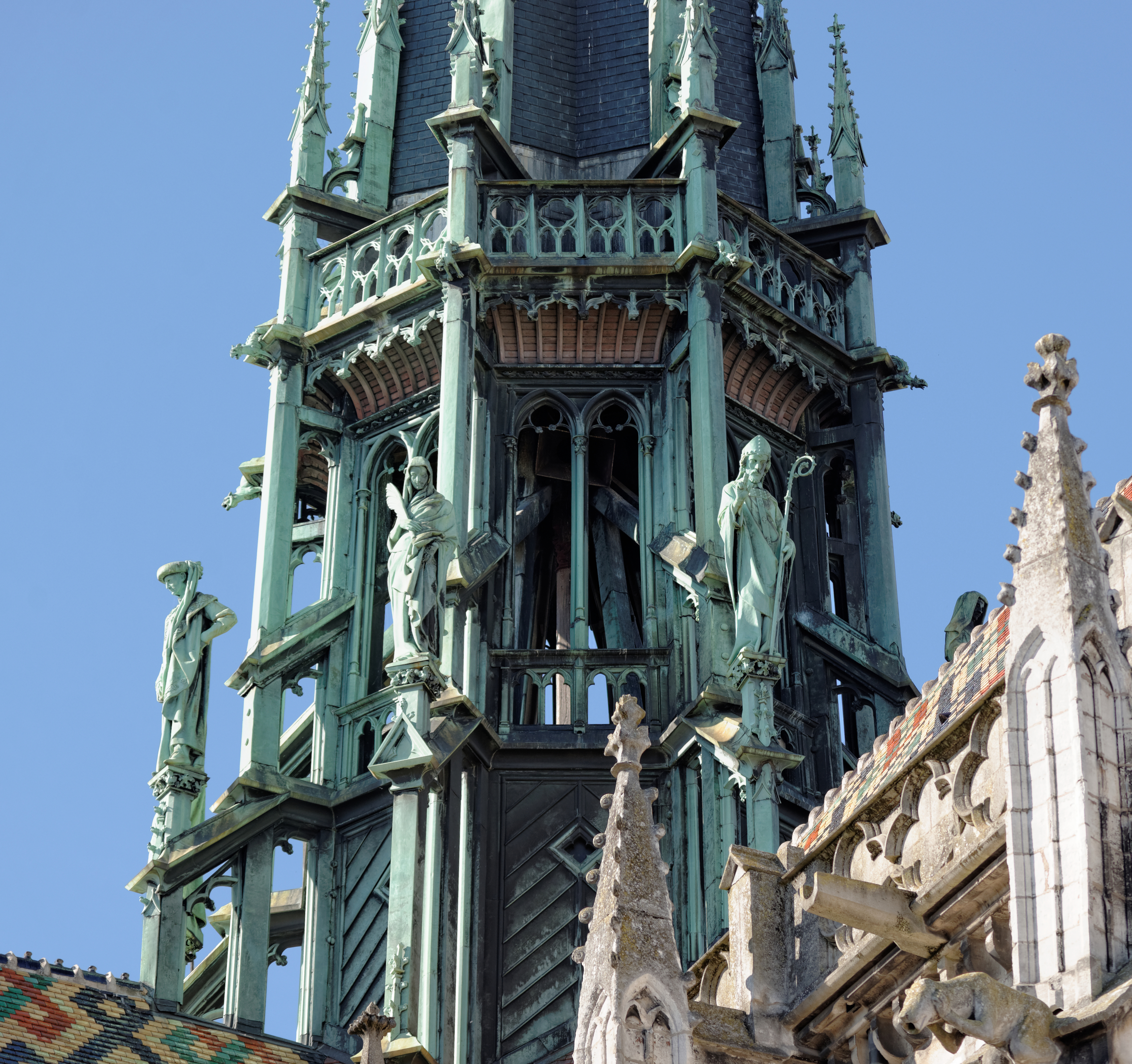
Detalle de la aguja

La austeridad y la severidad del interior del edificio también se encuentran fuera. La sucesión regular de arbotantes, la desnudez de sus paramentos lisos, apenas decorados aquí y allá con torretas, da una cierta monotonía al conjunto. Dos torres, al oeste, ennoblecen la iglesia que, sin ellas, estaría pobremente decorada ya que la economía ha presidido la construcción de la fachada. Aquí, como en todos los monumentos religiosos franceses, la fachada occidental es la más adornada. El viejo portal del siglo XII está precedido por un porche rectangular de 3,50 m de largo y 9 m de ancho. El porche está cubierto con una bóveda de ojivas, fajones y formeros, reposando sobre culots. Para decorar los dos muros se dispusieron dos grupos de cuatro nichos, destacados por columnillas que soportan pequeños arcos apuntados, con tracería de trébol. Tímpanos modelados de la pasión de San Benigno y la Última Cena.
Por encima del porche, aparece una galería en toda la longitud muy delicadamente perforada, llamada galería de La Gloria (le prêtre y bénit les rameaux). Sus esquinas están marcadas por agujas. Por encima del porche y de la galería, en el segundo nivel, un gran hueco enmarcado por un arco apuntado, de tres lancetas rematadas por un rosetón, ilumina la nave central. Los vitrales fueron rediseñados varias veces. Por último, la base de la carpintería de la cubierta está oculta detrás de una segunda galería, de circulación, cubierta con un techo de una aguada, que permite unir las torres sur y norte que flanquean la fachada. Por encima de la galería hay un pequeño gablete central.
Las torres son de planta cuadrada justo hasta la recaída de la carpintería de la nave y de planta octogonal por encima de este nivel. La torre norte se divide en dos pisos por una filete saliente, en la parte cuadrada. Un único hueco la ilumina a nivel de la nave. La parte octogonal está dividida en dos por un doble filete saliente. Dos huecos geminados perforan la parte inferior, mientras que en la parte superior (o en el piso superior), un hueco ilumina cada cara del octógono. El techo de la torre norte es octogonal y la base está oculta por una balaustrada decorada que amortigua el conjunto. La torre sur reproduce la disposición de la otra torre. Las bandas que la decoran están ornados con elegantes esculturas que destacan bastante poco.
La iglesia está cubierta con un techo en carpintería totalmente renovada después de muchos incendios. Sobre la carpintería reposaban antes piedras planas o lavas, luego reemplazadas con tejas vidriadas de diferentes colores y dispuestas en puntas de diamantes entrelazadas. La fecha actual data de 1896.
La belleza de la catedral San Benigno no se encuentra en la decoración escultórica, sino en la pureza de sus líneas limpias y graves.

Interiores de la catedral
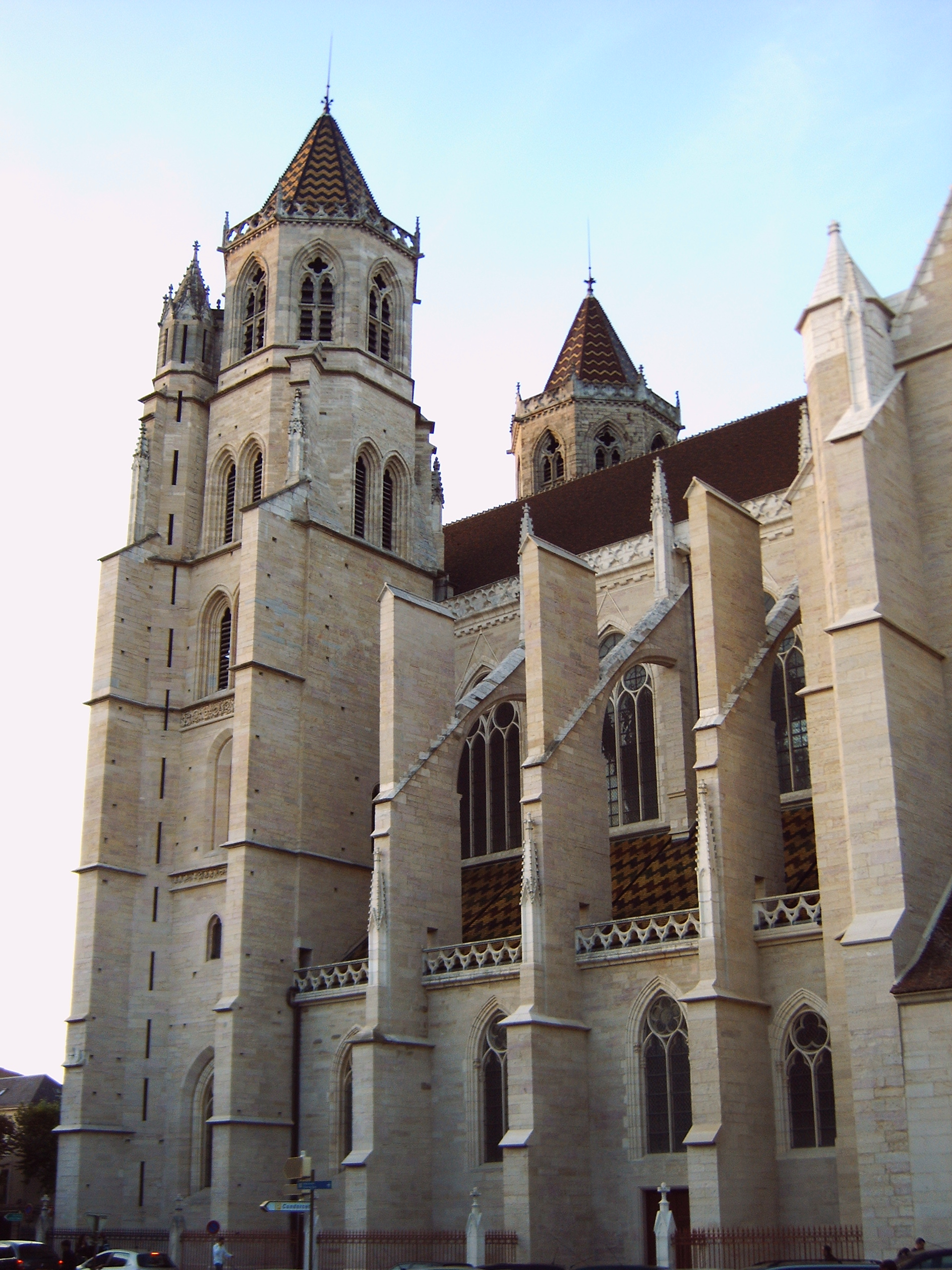
Vista lateral exterior
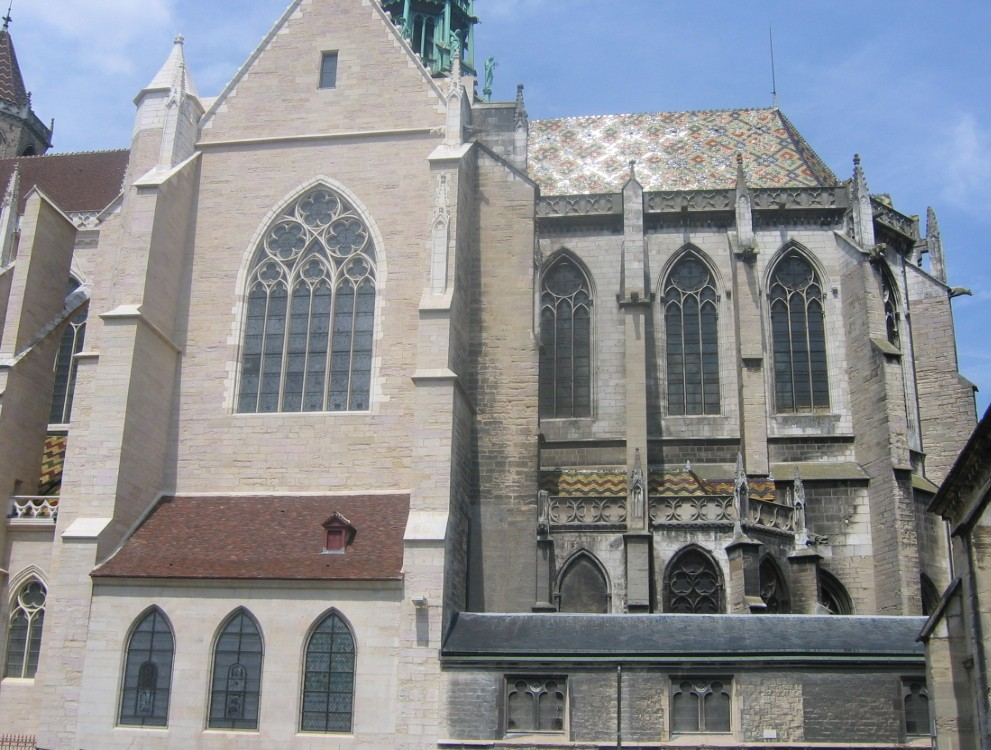
Exterior del transepto
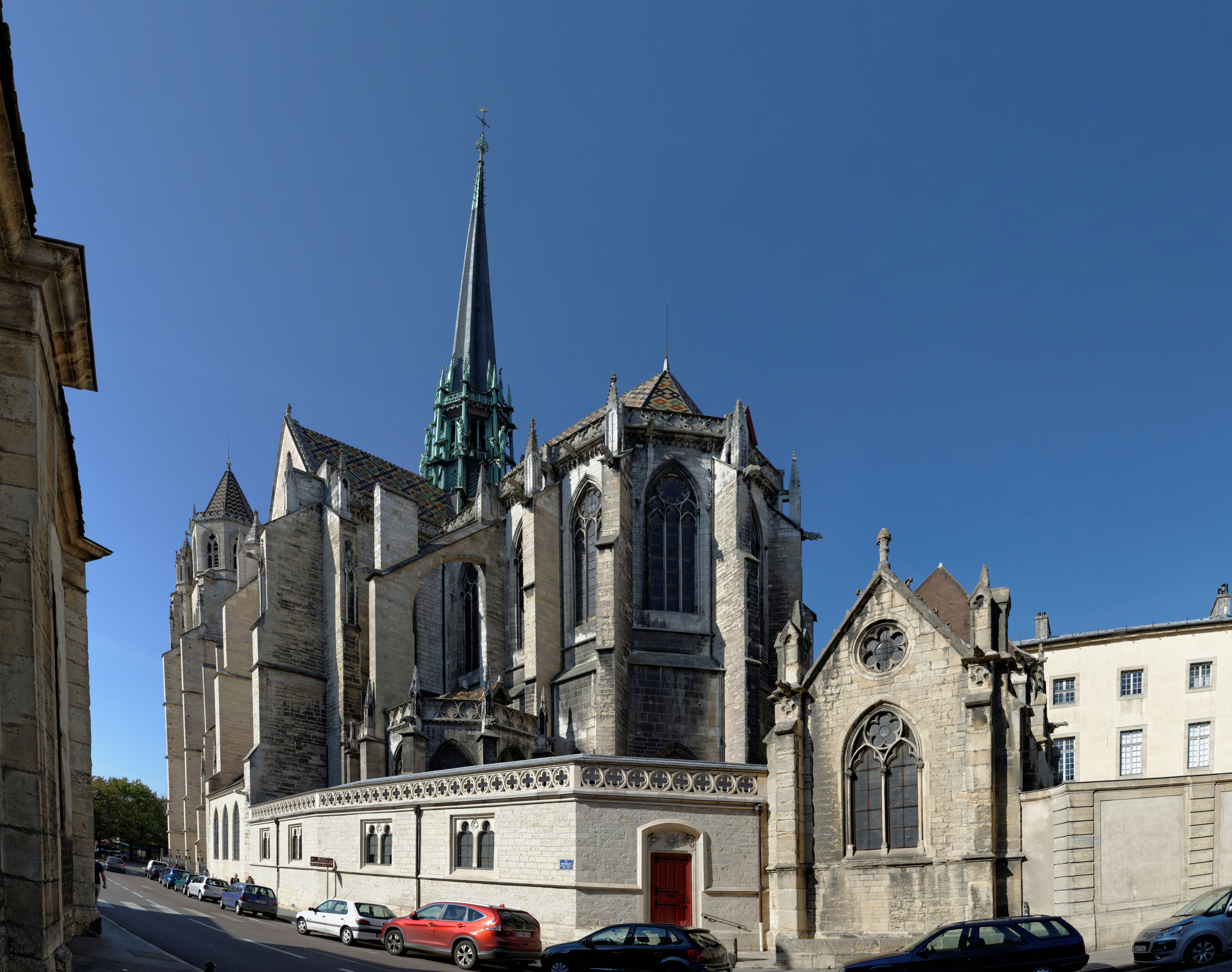
Detalle del ábside
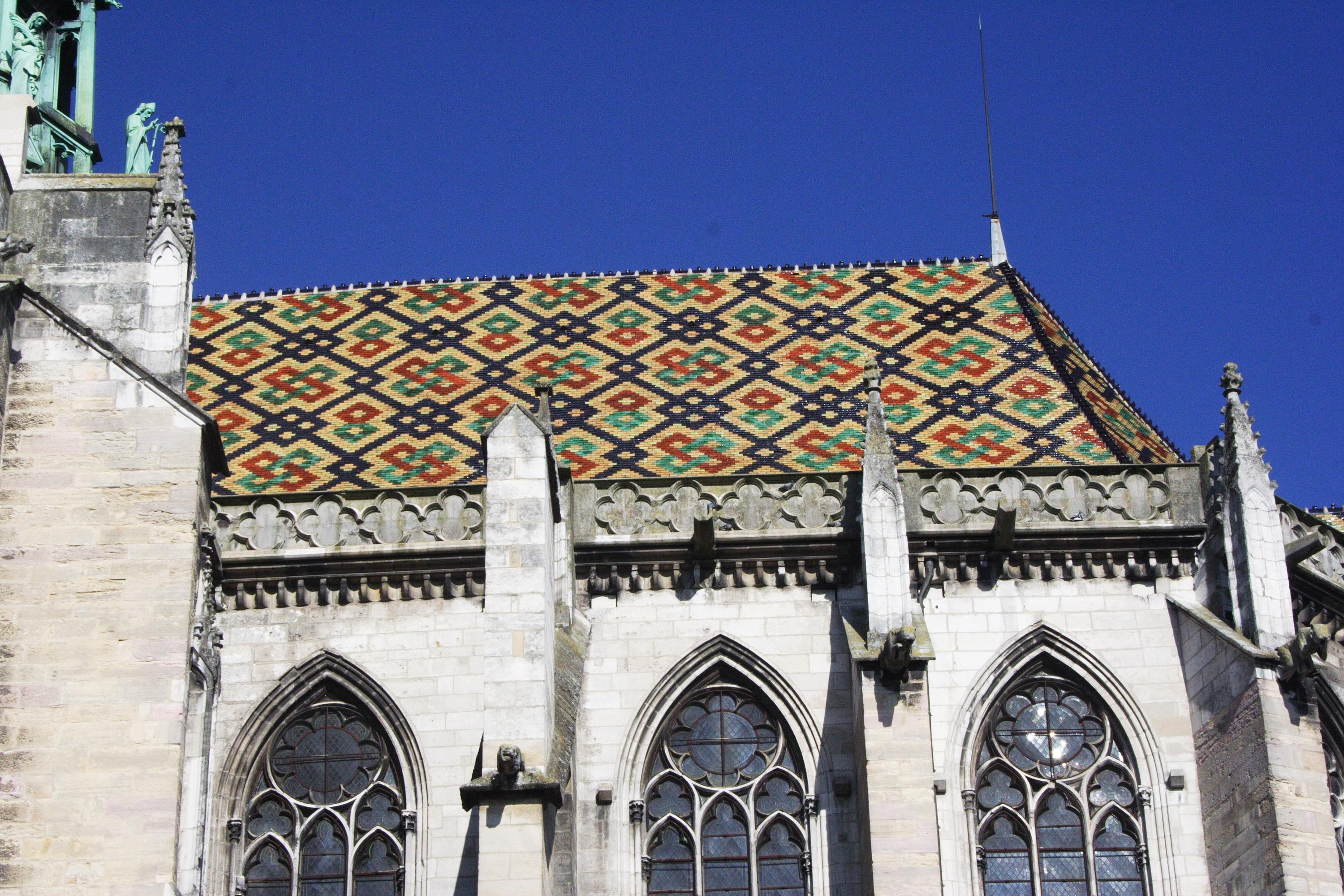
Tejado tradicional borgoñón en teja vidriada de Borgoña

### El portal

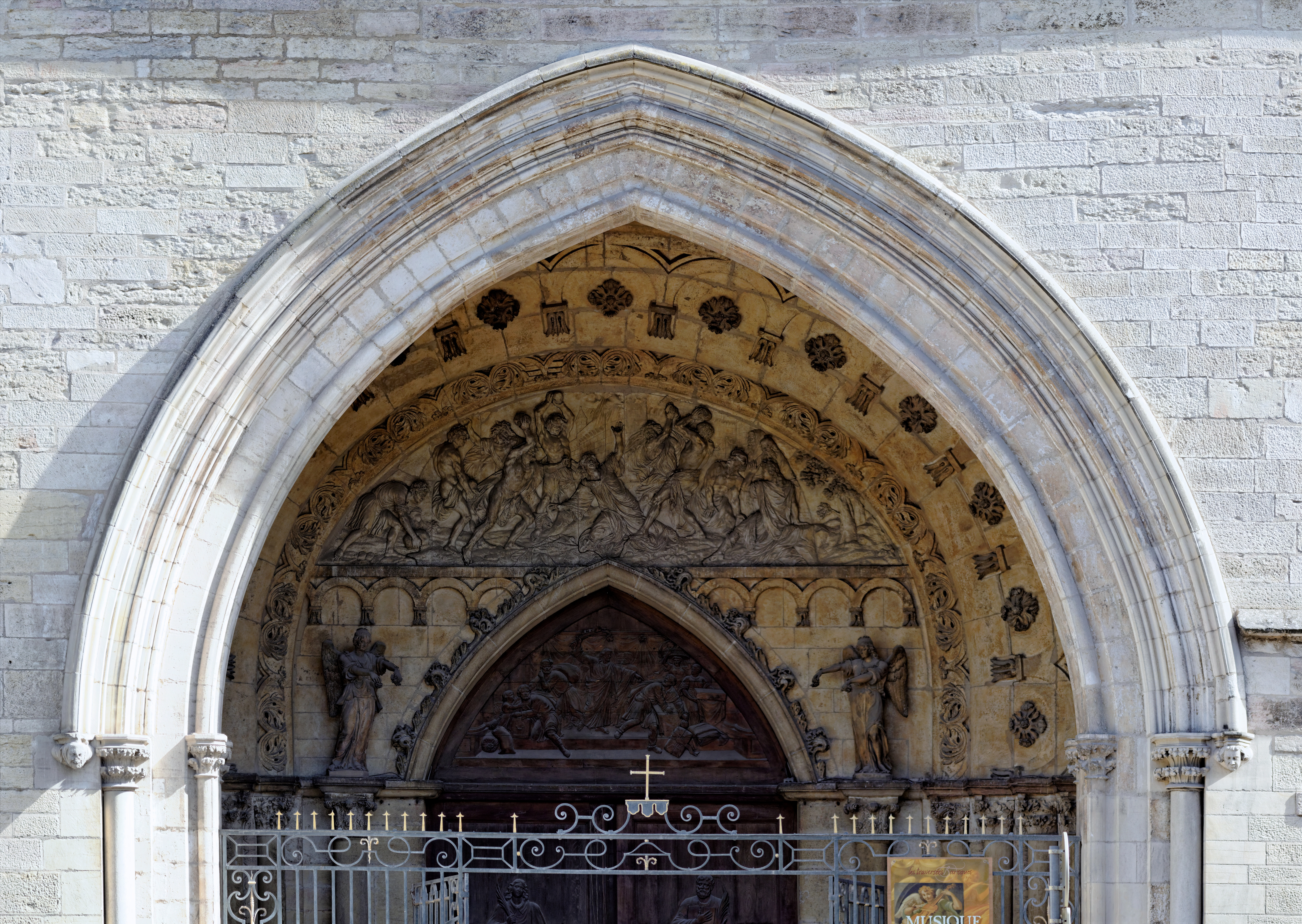
Detalle del portal oginal románico recolocado en la fachada occidental gótica

El antiguo portal de la iglesia abacial fue construido entre 1137 y 1147, después del incendio que asoló la ciudad de Dijon el 28 de junio de 1137. Desapareció en 1813 durante la remodelación de la iglesia ya convertida en catedral, y solamente fueron preservados y en parte luego rehechos los pies derechos.
Se tiene conocimiento de la puerta original por un grabado del siglo XVIII de Dom Urbain Plancher, un monje benedictino. En el siglo XIV, durante la reconstrucción, este portal románico fue colocado en la puerta occidental de la nueva iglesia gótica. En el tímpano, se encuentra el Cristo en Majestad y la representación alegórica de la Iglesia y la Sinagoga. También están los temas de la Natividad, la Anunciación a los pastores y los Reyes Magos a caballo. El tímpano está enmarcada por cuatro arcadas en las que se encuentran los ángeles, Herodes y la matanza de los inocentes, los ancianos del Apocalipsis, así como ramajes de follaje con pájaros y esfinges. En el parteluz hay una escultura de San Benigno. De los ocho pies derechos de estatuas columnas de 2 metros de altura, que representan de izquierda a derecha: Salomón, Aaron, san Pablo, Ezequías, David, san Pedro, Moisés, y la reina de Saba.
De este portal, no se conservan hoy día más que cinco piezas: la cabeza de san Benigno que proviene de la estatua del trumeau (parteluz), la cabeza de San Pedro, dos violas que eran parte de un arcada, y un trozo de archivolta.

### Excavaciones arqueológicas
La nave fue objeto de varios estudios arqueológicos entre 1976 y 1978 bajo la autoridad de Carolyn Malone. Se encontraron en la nave 7 tumbas incluyendo dos de burgueses, un abad y cuatro monjes. Bajo la nave actual se encuentra la iglesia inferior o cripta servidao por una escalera que fue eliminada durante unas excavaciones en el siglo XX. En el coro reposan cuatro abades.

## Órgano de la catedral

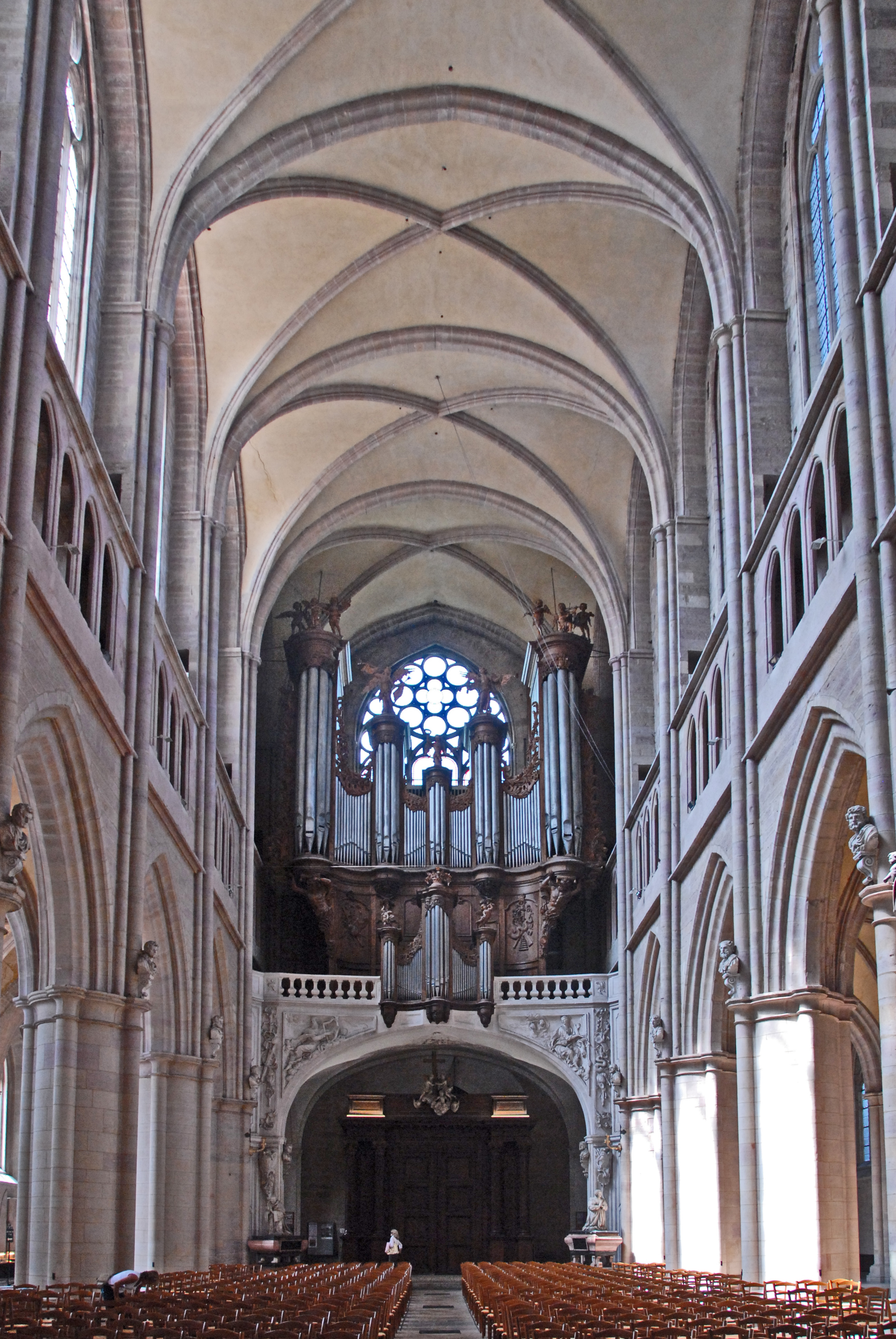
Interior mirando a la tribuna con el órgano

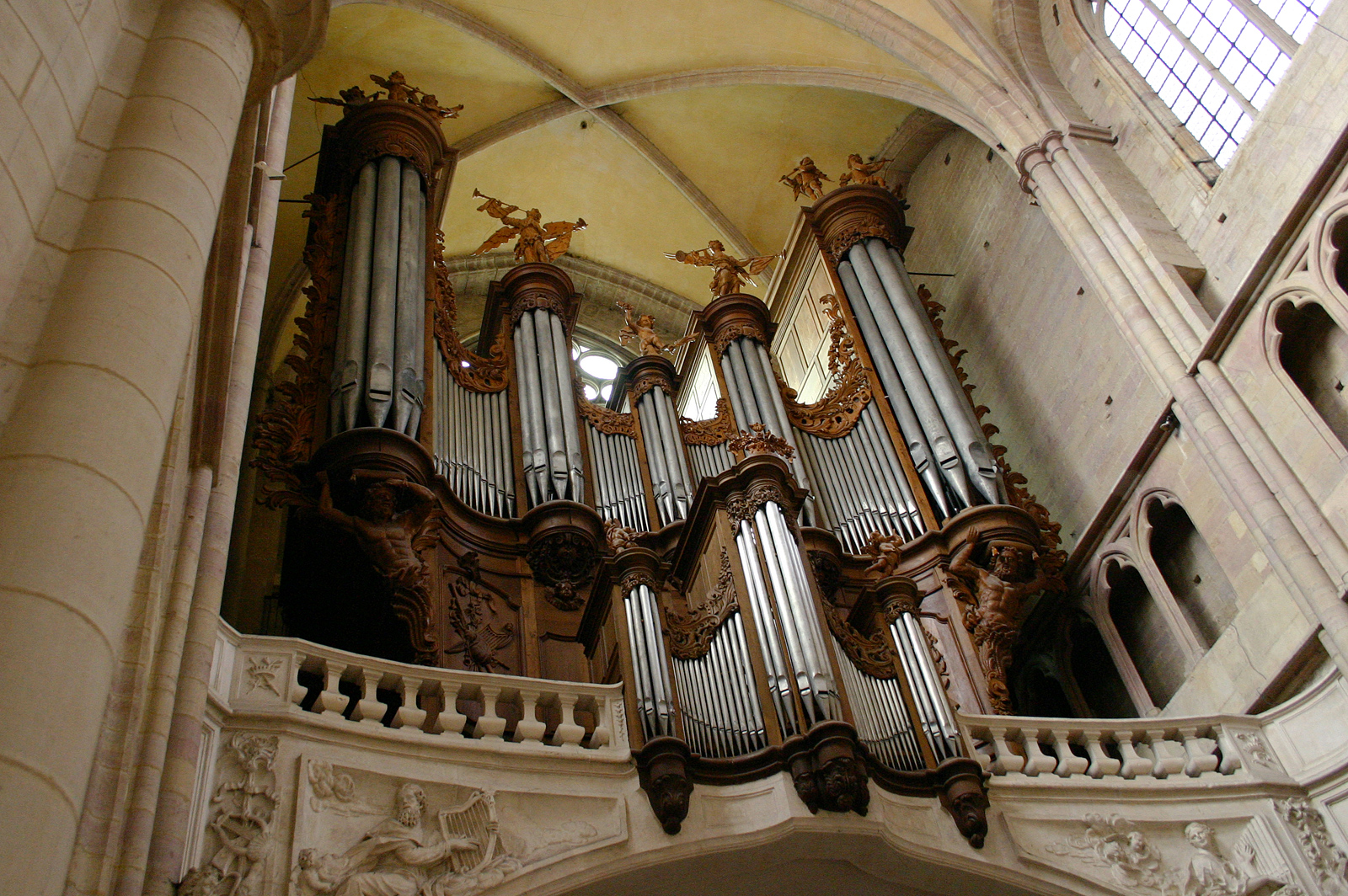
Detalle del órgano

Construido en 1740-1745 por Charles-Joseph Riepp y su hermano Robert, naturales de Ottobeuren en Suabia, el órgano de la abadía benedictina de San Benigno fue el más importante que había entonces en la provincia, con su juego de muestra de 32 pies en el teclado con el gran órgano. Charles Joseph Riepp lo reconstruyó en el estilo francés; también se le deben el órgano de Dole y los órganos de la abadía de Ottobeuren, donde más tarde realizó una síntesis de los estilos francés y alemán. En 1787, Jean Richard de Troyes, reconstruyó el instrumento: amplió el alcance de los teclados de 51 a 54 notas, cambió los resortes de caja, el juego completo fue incrementado en dos filas y la caña coro fue renovada.
Después de las restauraciones de 1846-1848 hechas por Daublaine Callinet y las de 1860 de Joseph Merklin, el órgano conservó gran parte de su material sonoro, aunque los juegos de terceras desaparecieron en favor de los juegos de fondo y que los 32 pedales fueron transferidos al pedalero. Hasta 1953 no se realizó una gran restauración, llevada a cabo bajo la supervisión de la Comisión de los órganos históricos (Félix Raugel) por parte de los establecimientos Roethinger, transformando el instrumento equipándolo con una transmisión electroneumática. Se recompusó en tres teclados y pedalero, y fue reajustado en el estilo neoclásico por Robert Boisseau.
La restauración llevada a cabo desde 1987 hasta 1996 por Gerhard Schmid reagrupó en los antiguos buffet del órgano tal como estaban compuestos a finales del siglo XVIII con un plano narrativo más expresivo,  situado detrás del gran buffet, y que reagrupa los juegos del siglo XIX y los de Roethinger. El instrumento que ha recuperado sus 32 pies manuales cuenta con cinco teclados y 73 juegos. La transmisión es mecánica para las notas y el tiro de los juegos que fue doblado por una tira de juegos eléctricos está asociado con un combinador. La composición del gran órgano restaurado es:
| I Positivo G0A0–g3 |       |     |
| Bordón (en c)      | 16′   |     |
| Montre             | 8′    | R/R |
| Bourdon            | 8′    | R/R |
| Segunda (au c)     | 8′    |     |
| Prestant           | 4′    | R/R |
| Flauta             | 4′    | R/R |
| Nasard             | 2/3′  |     |
| Doublette          | 2′    | D/M |
| Tierce             | 13/5′ |     |
| Larigot            | 1/3′  |     |
| Carillon III       |       |     |
| Fourniture IV      |       | R/R |
| Cymbale III        |       | R/R |
| Trompeta           | 8′    | R/R |
| Cromorne           | 8′    | R/R |
| Voz humana         | 8′    |     |
| Clairon            | 4′    | R/R |
| Corneta (b–g3)     |       | R/R |

| II Gran Órgano y Bombarda G0A0–g3 |       |     |
| Montre (F–g3)                     | 24    | R/R |
| Montre                            | 16′   | R/R |
| Bourdon                           | 16′   | R/R |
| Montre                            | 8′    | R/R |
| Bourdon                           | 8′    | R/R |
| Flauta                            | 8′    | R/R |
| Gros Nasard                       | 51/3′ | R/R |
| PRestant                          | 4′    | R/R |
| Grande tierce                     | 31/5′ |     |
| Nasard                            | 2/3′  | R/R |
| Doublette                         | 2′    |     |
| Cuarto de Nasard                  | 2′    |     |
| Tierce                            | 13/5′ |     |
| Gran fourniture III               |       | R/R |
| Fourniture IV                     |       |     |
| Cymbale                           |       |     |
| Corneta V (b–g3)                  |       | R/R |
| Bombarda                          | 16′   | R/R |
| 1.ª Trompeta                      | 8′    | R/R |
| 2.ª Trompeta                      | 8′    |     |
| 3.ª Trompeta                      | 8′    |     |
| Clairon                           | 4′    | R/R |
| Gran Corneta VI (d#–g3)           |       |     |

| III Recitativo expresivo C–g3 |     |     |
| Gambe                         | 16′ | D/M |
| Flauta armónica               | 8′  |     |
| Bourdon                       | 8′  | D/M |
| Salicional                    | 8′  | D/M |
| Gambe                         | 8′  | D/M |
| Voz celeste                   | 8′  | D/M |
| Octava                        | 4′  |     |
| Gambe                         | 4′  | D/M |
| Octavin                       | 2′  |     |
| Piccolo                       | 1′  |     |
| Sesquialtera II               |     |     |
| Plein Jeu V                   |     |     |
| Fourniture III                |     |     |
| Basson-Hautbois               | 8′  | D/M |
| Voz Humana                    | 8′  | D/M |
| Bombarda                      | 16′ |     |
| Trompeta                      | 8′  |     |
| Clairon                       | 4′  |     |
|                               |     |     |
| Trémolo                       |     |     |

| IV Recitativo d#–g3 |    |
| Bourdon-Flauta II   | 8′ |
| Corneta V           |    |
| Hautbois            | 8′ |

| V Echo d#–g3 |    |
| Flauta       | 8′ |
| Corneta V    |    |
| Trompeta     | 8′ |

| Pedal G0A0–g3          |     |
| Principal (G.O., C–f3) | 32′ |
| Flauta                 | 16′ |
| Flauta                 | 8′  |
| Flauta                 | 4′  |
| Bombarda               | 16′ |
| Trompeta               | 8′  |
| Clairon                | 4′  |

- Acoplamientos: Tirador Positivo, Tirador Gran Órgano, Tirador Bombarda, Tirador Recitativo expresivo, Pos/G.O., Positivo/G.O. à tiroir, Réc expr./G.O.
- Accesorios: Appel Bombarde, Combinador electrónico y secuenciador, crescendo.
- Tremblant doux.

R/R = Riepp/Richard
D/M = Ducroquet y Joseph Merklin.
Los organistas que han ocupado la tribuna son  Nicolas-Joseph Wackenthaler (1876-1909), Émile Poillot (1912-1948), André Fleury (1949-1971), Maurice Clerc, actual titular (desde 1972) y Yves Cuenot, actual titular desde 1993.

## Galería de imágenes

Vistas de la cripta
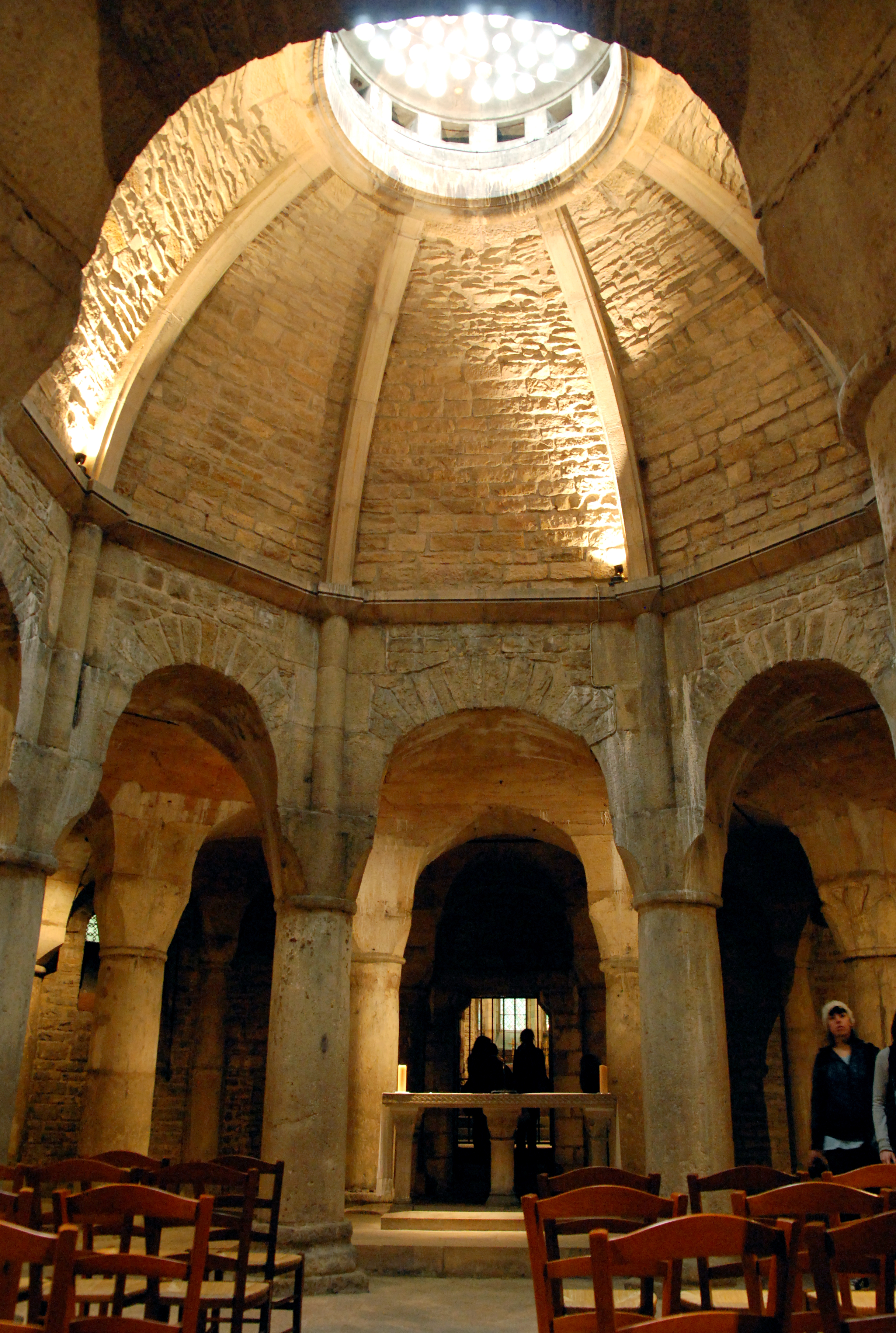
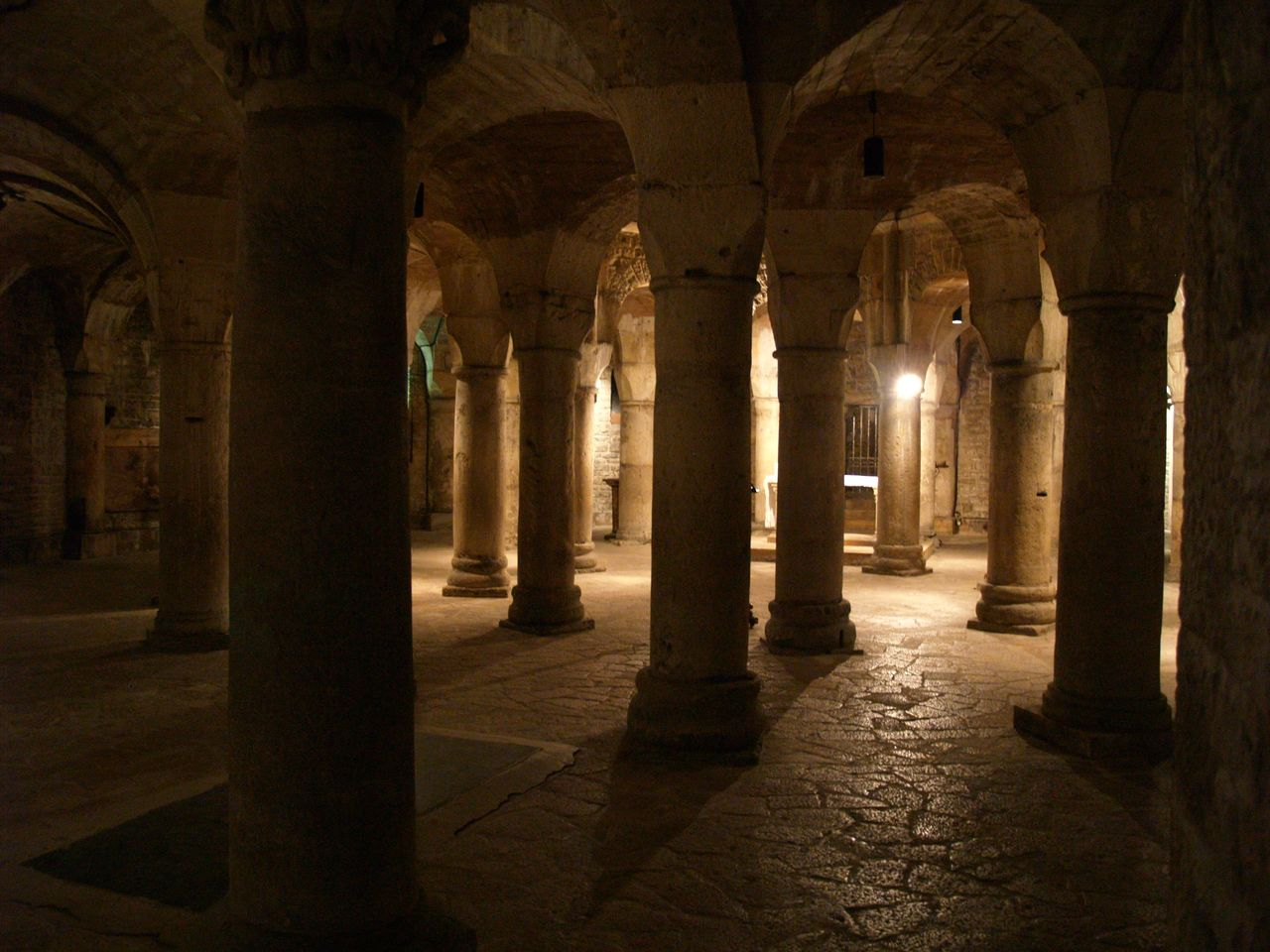
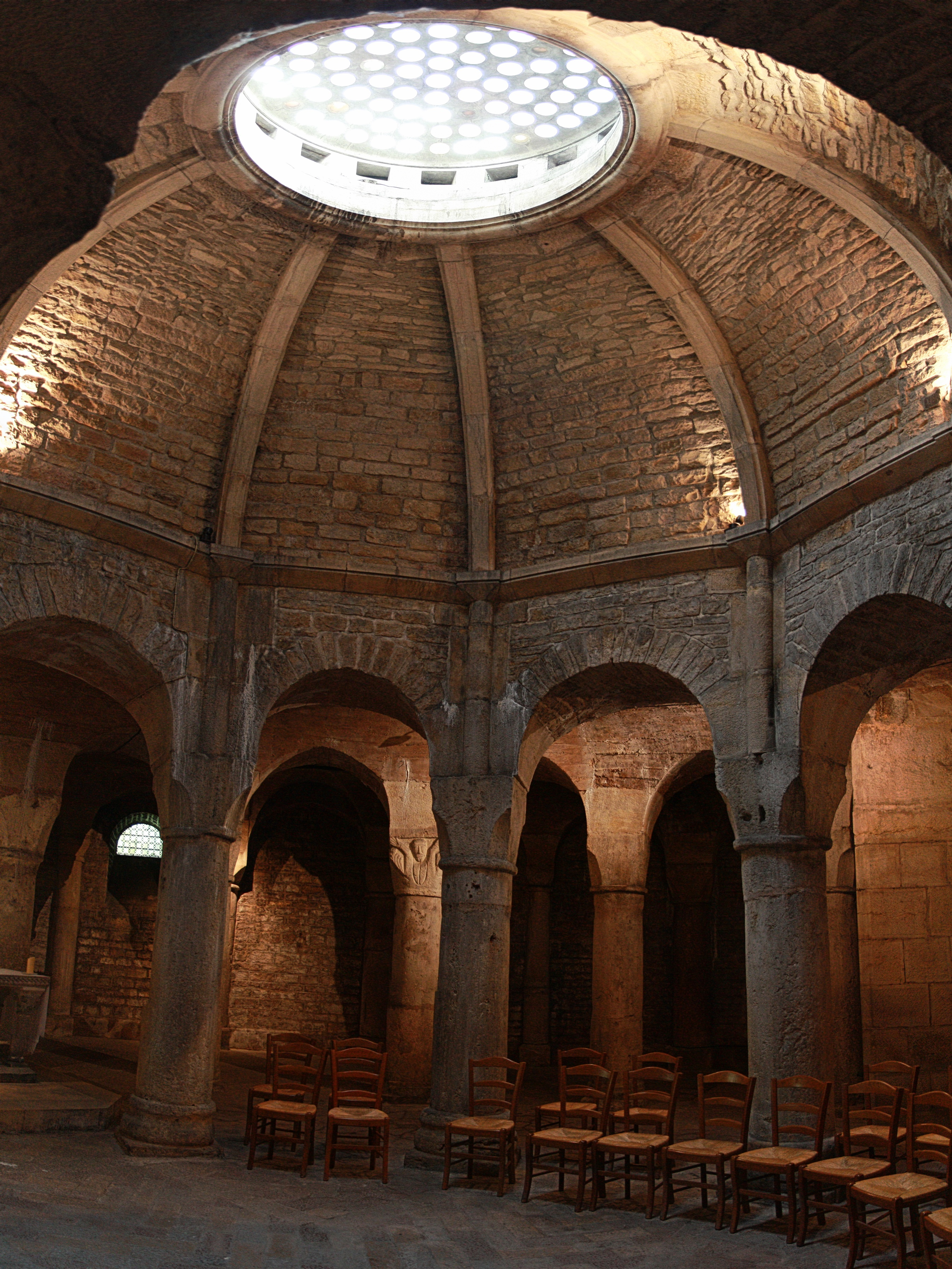
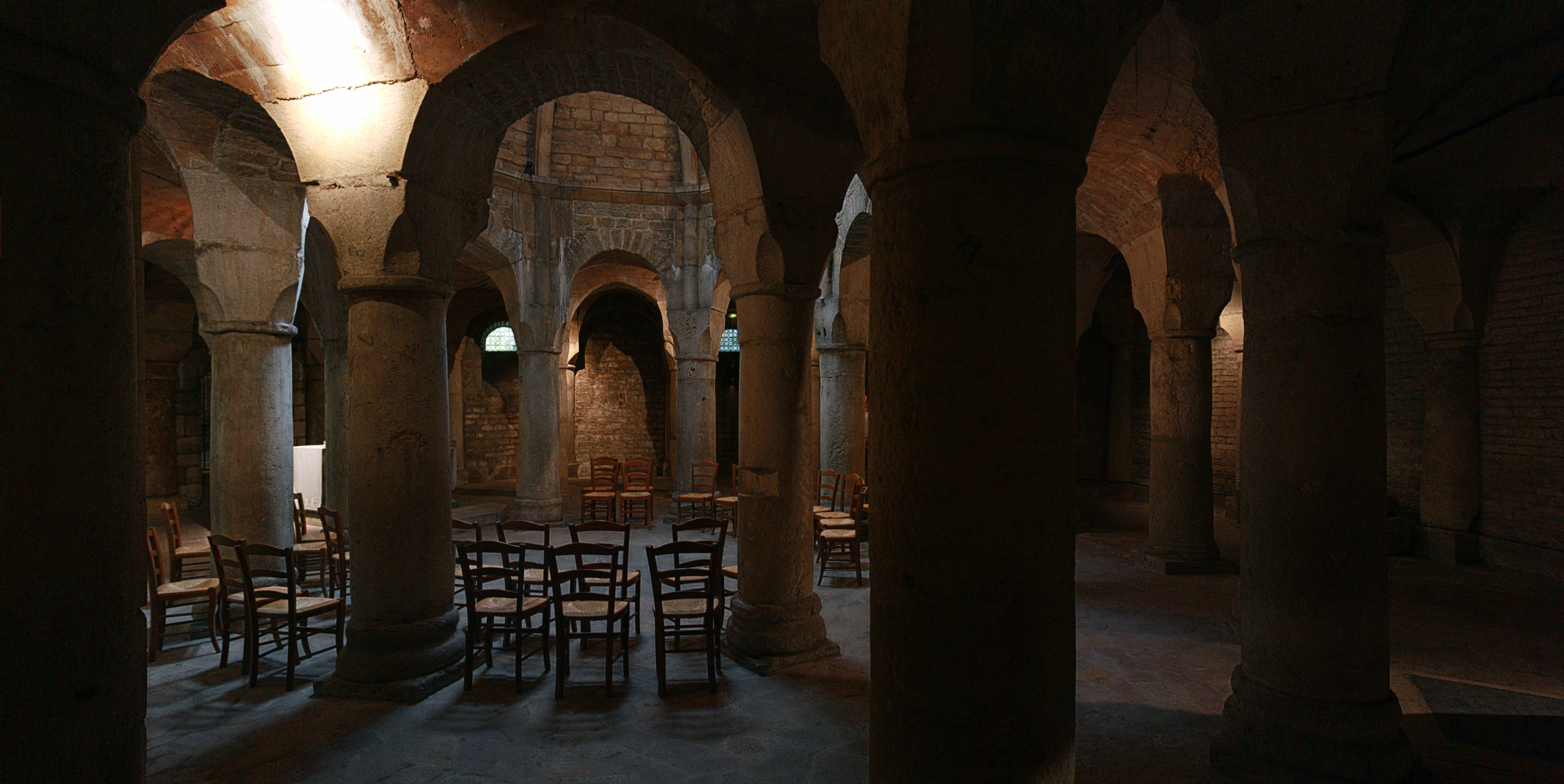
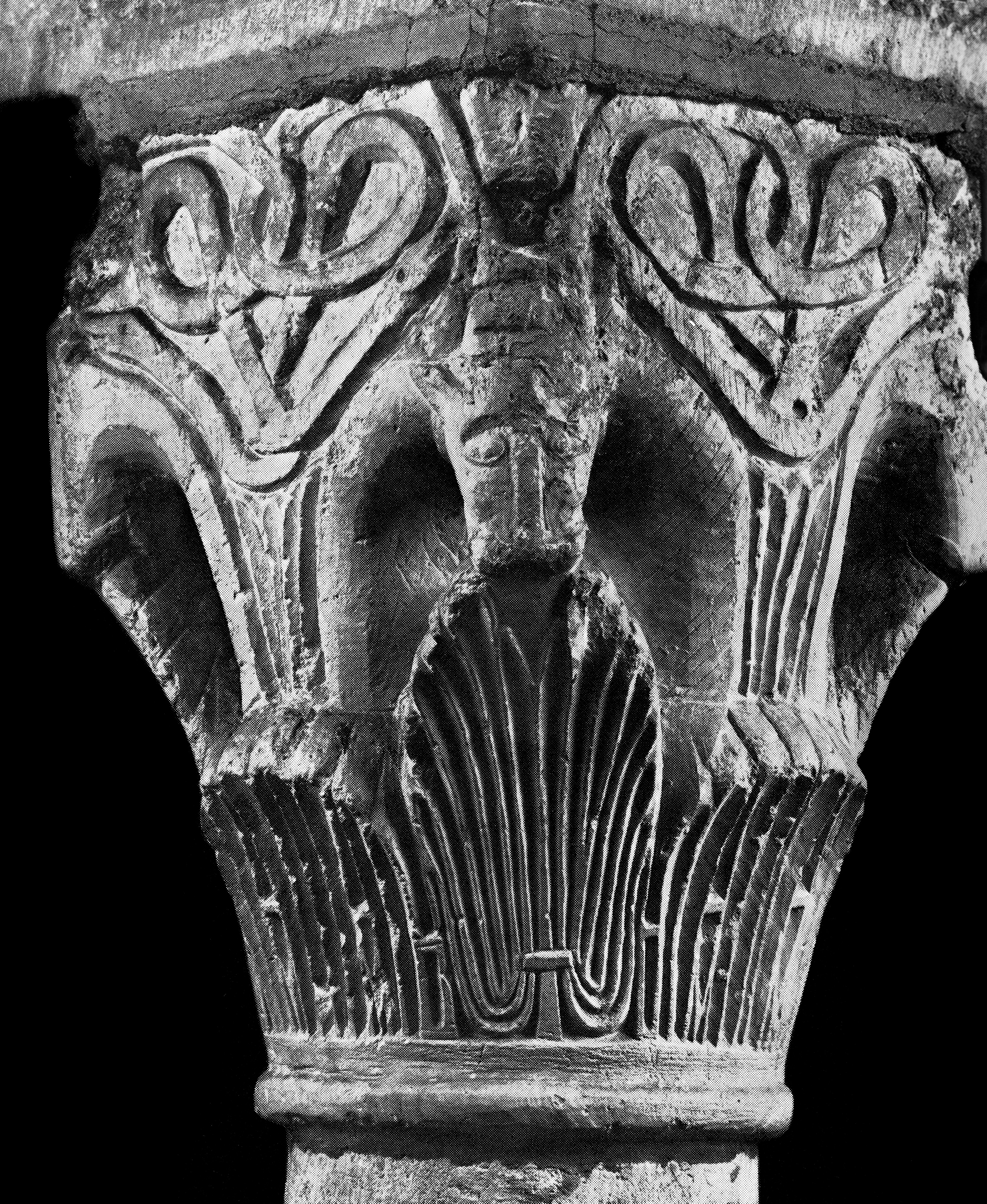
Cabezas de animales sobre adornos de hojas y mimbre (1002-1018)
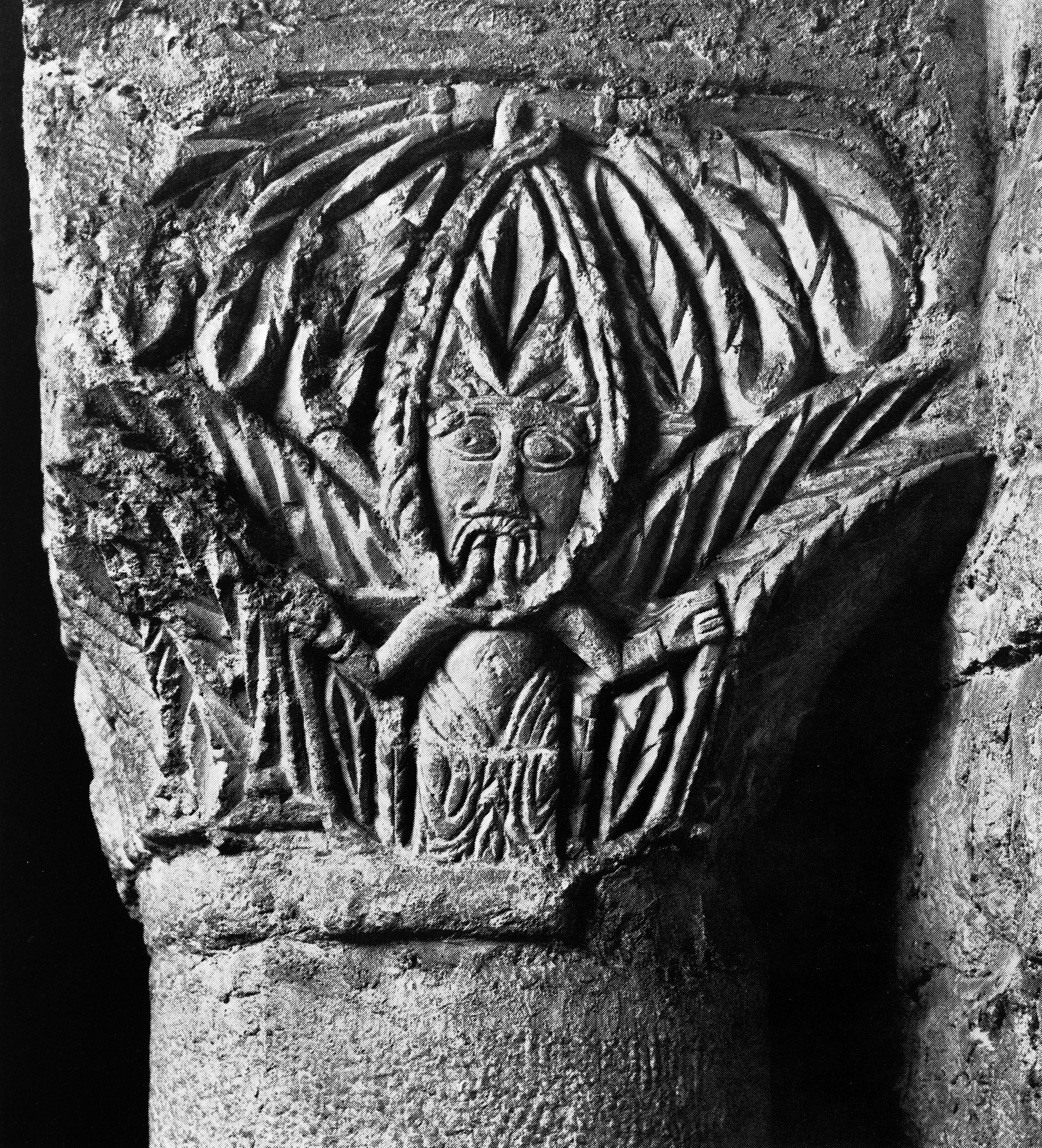
Cabeza de una criatura antropomorfa con zarcillos que salen de su boca y corren en un bucle. 1002-1018
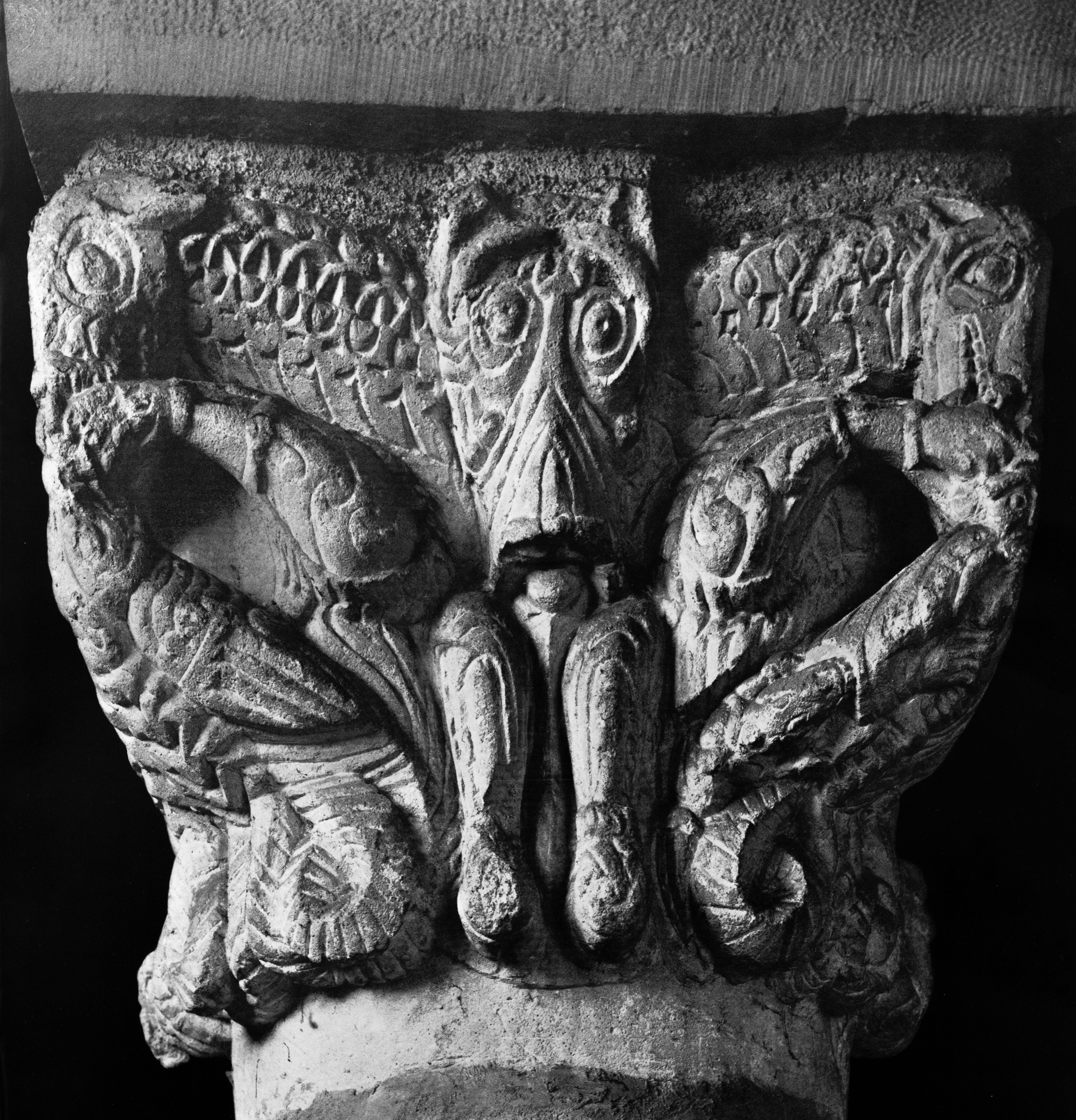
Criatura grotesca de apariencia humana, monstruos grotescos a izquierda y derecha. 1002-1018
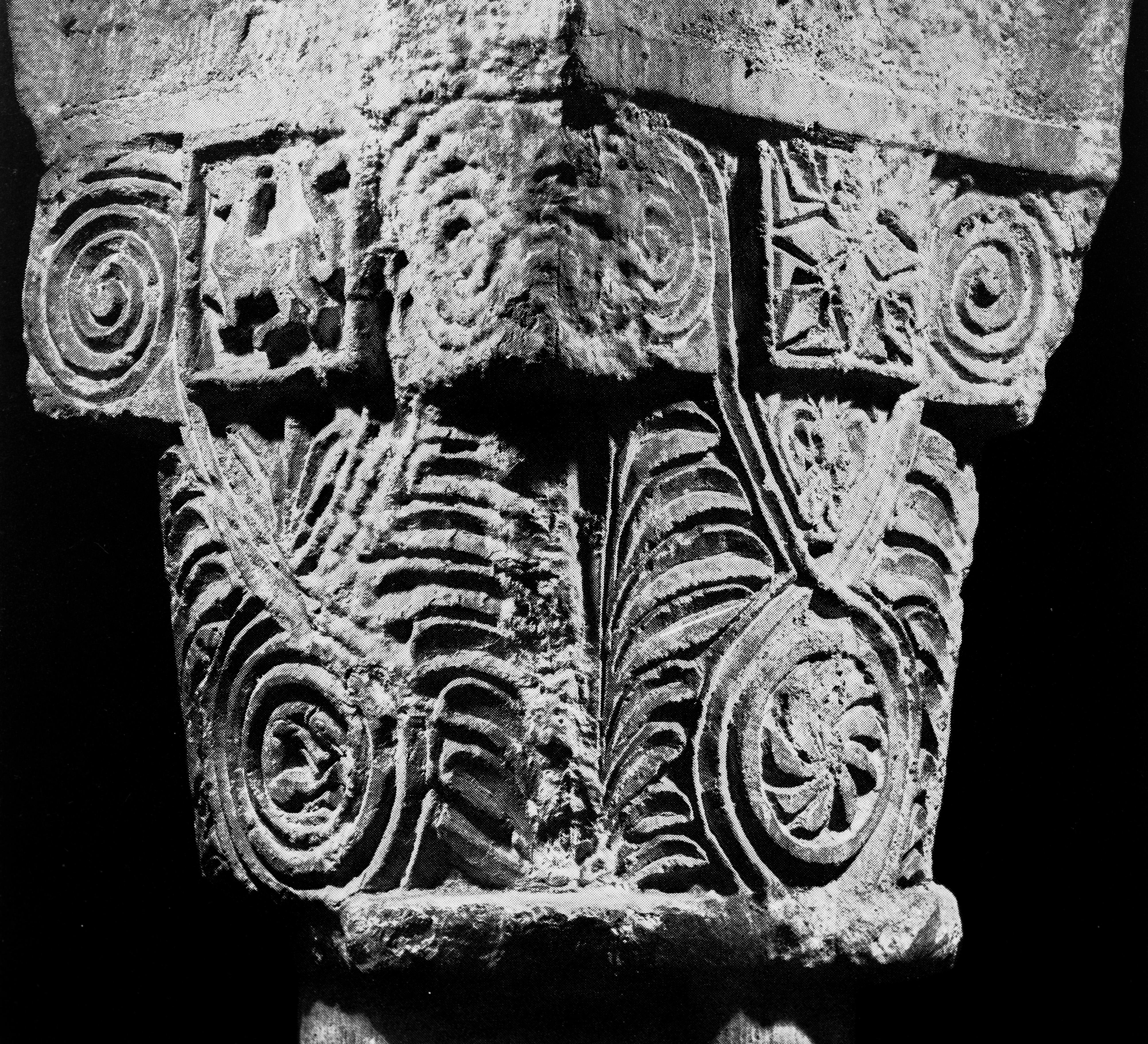
Follaje estilizado y volutas. 1002-1018
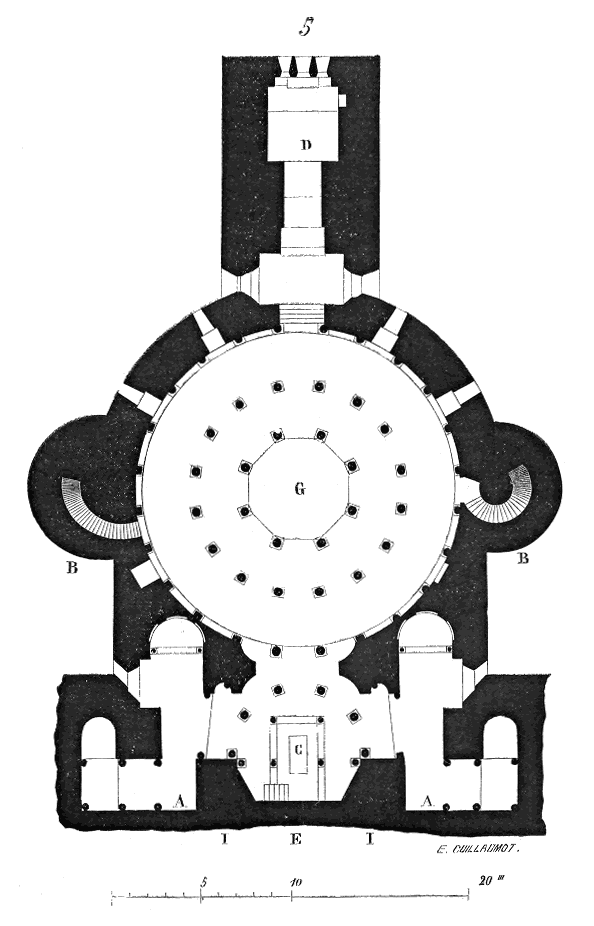
Plan de la rotunda (cripta)